# Geschiedenis van Nijmegen
Dit artikel geeft een overzicht van de geschiedenis van Nijmegen sinds wat algemeen als het ontstaan van deze stad wordt beschouwd.
De aan de huidige stad Nijmegen toegeschreven geschiedenis begint in de oudheid. Een eerste echte nederzetting op deze plek was er al in de Romeinse tijd, waarschijnlijk net voor het begin van de christelijke jaartelling. Omstreeks het jaar 100 moet Romeins Nijmegen voor de eerste keer stadsrechten hebben gekregen. Nijmegen is daarom – naast Maastricht, Voorburg en Heerlen – een van de vier steden in Nederland die aanspraak maken op het predicaat "oudste stad". 

## Oudste sporen (prehistorie)

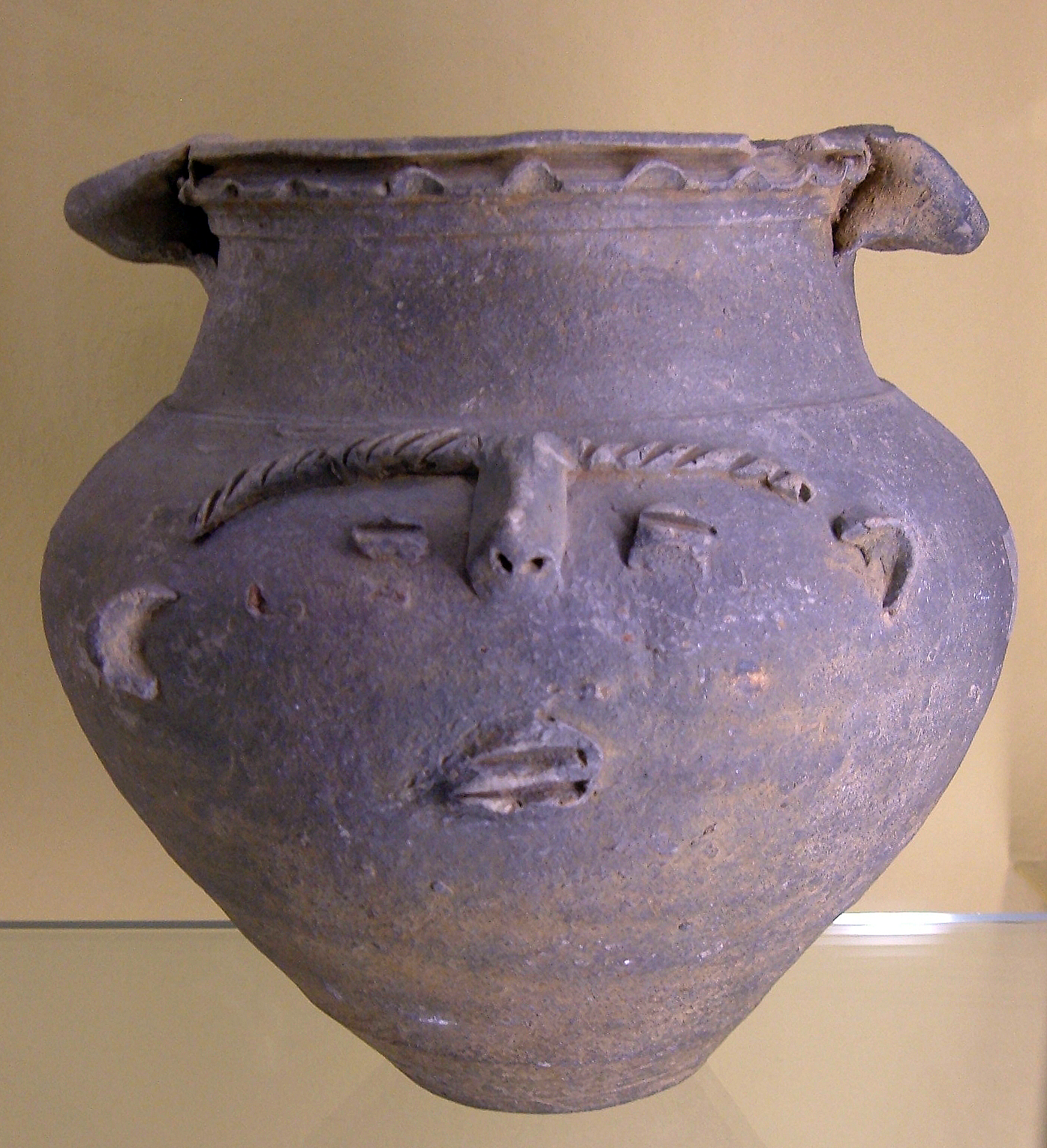
Gezichtsurn uit de 1e eeuw n.Chr. Museum Het Valkhof

De alleroudste sporen van bewoning in en bij het gebied dat nu Nijmegen is, zijn bekend uit het neolithicum, de midden en late bronstijd en – ten noorden van de Waal – uit de midden en late ijzertijd. Sporen hiervan zijn teruggevonden in het gebied dat nu overeenkomt met Nijmegen-Oost. Het gaat daarbij onder meer om teruggevonden grafheuvels en urnenvelden. In de late bronstijd en vroege ijzertijd groeide dit gebied namelijk uit tot een echt grafveld. Bij sommige van deze graven zijn wapens gevonden zoals ijzeren speren en de resten van een strijdwagen, zodat met enige zekerheid gesteld kan worden dat de strategische ligging al in de prehistorie werd ingezien.
Ook aan de noordzijde van de Waal, bij Lent en Oosterhout, zijn bewoningssporen gevonden. Deze gaan terug tot in de achtste eeuw voor Christus: aardewerken spinklosjes, kuilen en paalkuilen, een vuurstenen sikkel en een urnenveld. Waarschijnlijk zijn dit de resten van een kleine nederzetting. Ook uit de midden-ijzertijd zijn hier sporen gevonden: onder andere "De man van Lent", een goed bewaard gebleven skelet van een man van middelbare leeftijd (naar huidige begrippen) die met oor- en vlechtringen werd begraven. Tevens zijn kadavers van diverse huisdieren gevonden, waarvan sommige zonder kop.
De teruggevonden sporen van bewoning sinds de midden-bronstijd tot na de Romeinse tijd wijzen erop dat de Bataven voornamelijk ten noorden van de Waal en ten zuiden van de Rijn woonden. Of er sinds de oudste tijd daadwerkelijk sprake is geweest van continue bewoning, blijft echter – op grond van wat er tot op heden aan archeologisch materiaal voorhanden is – een open vraag. Migratie zal zeker een demografische factor zijn geweest, maar verschillen in begrafenisrituelen (crematie versus begraven) en stilistische kenmerken van aardewerk kunnen ook culturele invloeden van buitenaf zijn, zonder grootschalige migratie.

## Romeinse tijd

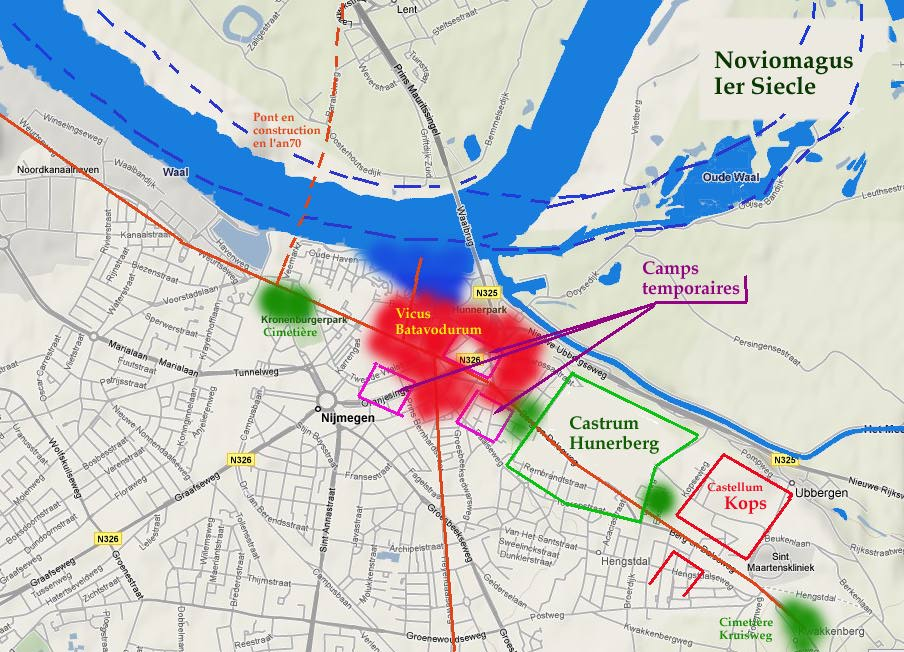
Schematische weergave van Oppidum Batavorum/Batavodurum (1e eeuw)

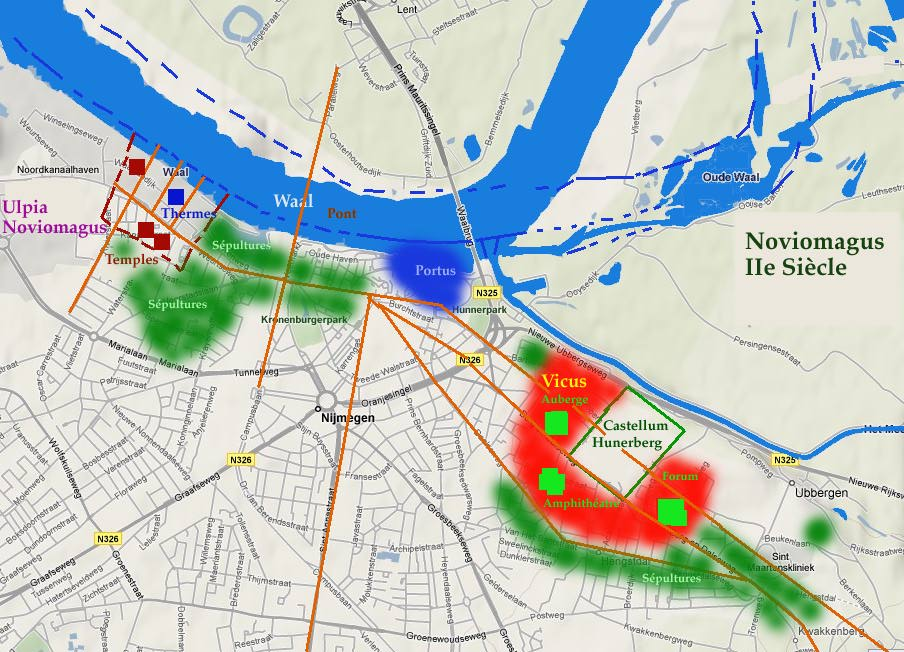
Schematische weergave van Ulpia Noviomagus Batavorum (2e eeuw)

### 1e eeuw
Ten tijde van het Romeinse Rijk moet het gebied van het huidige Nijmegen en omstreken tot het noorden van Germania Inferior, een van de noordelijke provincies van het rijk, hebben behoord. De oudste teruggevonden resten die getuigen van Romeinse aanwezigheid alhier hoorden bij een groot legerkamp op de Hunnerberg, gedateerd op 16 of 15 v.Chr.. Hier waren twee Romeinse legioenen gehuisvest, die in totaal uit zo'n 12.00 man bestonden. Dit castrum was slechts enkele jaren in gebruik door de Romeinen, waarna het werd vervangen door een commandocentrale op de Kopse Plateau. Er is geopperd dat de veldheer Drusus hier nog zou hebben verbleven.
Kort voor het begin van de christelijke jaartelling moeten de Romeinen aan de Waal een nieuwe nederzetting hebben gesticht, die door Tacitus in diens Historiae wordt vermeld als Oppidum Batavorum ("stad/vesting van/voor de Bataven"). Deze nederzetting wordt vaak gezien als de vroegste voorloper van de huidige stad Nijmegen.
Op grond van aangetroffen restanten van aardewerk (terra sigillata dat oorspronkelijk uit Italia kwam) en munten uit deze tijd heeft men geconcludeerd dat Oppidum Batavorum al vóór 10 v. Chr. moet zijn gesticht. De nederzetting bereikte een maximale omvang van 20 hectare. De plek waar de nederzetting lag werd vermoedelijk begrensd door het gebied vanaf het Valkhof tot net ten oosten van waar nu het keizer Traianusplein is, en in het westen tot de Korte Nieuwstraat. De nederzetting was ook omringd door een gracht, al werd die naar alle waarschijnlijkheid pas enige decennia later door de Romeinen aangelegd; wellicht gebeurde dit in verband met de Bataafse Opstand. Ten westen van de nederzetting zou ongeveer een eeuw later de Romeinse stad Noviomagus verrijzen (ongeveer waar nu het Waterkwartier is), terwijl in het oosten de Romeinse castra (legerkampen) op de Hunnerberg en de Kopse Plateau lagen. De nederzetting lag zodoende voor de Romeinen strategisch mooi ingeklemd.
Nadat met de verpletterende Romeinse nederlaag in het Teutoburgerwoud (9 n.Chr.) de Romeinse verovering van Germanië was stukgelopen, werd duidelijk dat de Rijn voorlopig de noordgrens van het Romeinse Rijk zou blijven. Oppidum Batavorum werd hiermee een belangrijke Romeinse grenspost, die verder versterkt moest worden. Er werd een permanent legerkamp op de Kopse Plateau opgezet, kleiner dan het oorspronkelijke Hunnerbergse castrum.
Aanvankelijk was  Oppidum Batavorum vooral een Romeins bestuurlijk centrum. Tussen 10 n.Chr. en 69 n.Chr. ontwikkelde het zich tot een nederzetting van en voor Gallo-Romeinse handwerkslieden, handelaren, ambtenaren en magistraten. Er bevonden zich nog meer Bataafse nederzettingen ten noorden van de Waal bij Lent en Oosterhout, waar vele vondsten uit de Romeinse tijd zijn gedaan. Het bekendst is de Nijmeegse Godenpijler, waar in 1980 restanten van zijn teruggevonden. Keizer Tiberius moet hier in de periode 14-17 na Christus deze erezuil hebben laten neerzetten, ter herinnering aan een geslaagde strafexpeditie tegen de Germanen. De Maastrichtse stadsarcheoloog Titus Panhuysen dateerde dit op 17 n.Chr., wat overeenkomt met het beëindigen van de campagnes van Germanicus tegen de Cherusken. Uit deze zuil en de vondsten op het Kopse Plateau kan worden geconcludeerd dat zich in het gebied dat nu Nijmegen is, toen een belangrijke Romeinse commandocentrale heeft bevonden. 
De resten van het – voor zover tot nu toe bekend – oudste stenen huis in Nederland zijn in 2005 eveneens hier in de buurt gevonden: aan de St. Josephhof. Dit huis dateert naar schatting uit het jaar 40 en hoorde bij Oppidum Batavorum.
Tijdens de Bataafse Opstand onder Julius Civilis in 69 n.Chr. werd Oppidum Batavorum vernietigd. Hetzelfde gebeurde met het Romeinse hoofdkwartier op het Kopse Plateau (de praetorium).
Na de Opstand van de Bataven werd op de Hunnerberg vanaf 71 n.Chr Legio X Gemina pia fidelis gevestigd, dat hier ongeveer dertig jaar lang zou blijven. Van het legioen zijn vele archeologische sporen teruggevonden.

### Romeinse stad (2e-3e eeuw)

##### De naam "Noviomagus"

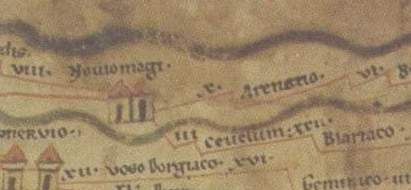
Een stuk van de overgeleverde kopie van de Tabula Peutingeria waarop o.a. Noviomagus is te zien; naar men algemeen aanneemt is dit Romeins Nijmegen. Ook zichtbaar zijn hier Ceuclum (vermoedelijk Cuijk) en Blariacum (vermoedelijk Blerick)

De naam Noviomagus of Noviomagi is van oorsprong Keltisch, en werd in gelatiniseerde vorm aan meerdere steden binnen het Romeinse Rijk gegeven. Deze naam moet via allerlei tussenvormen ten grondslag hebben gelegen aan de huidige naam Nijmegen. De plaats zelf staat vermoedelijk aangegeven op de Tabula Peutingeriana, een overgeleverde kopie (zelf uit de 13e eeuw) van een 3e- of 4e-eeuwse Romeinse reiskaart.

#### Bloeiperiode (2e eeuw)
Langs de Waal, deels op de plek waar nu het Waterkwartier is, ontstond al snel na de Bataafse opstand een nieuwe nederzetting. Deze kreeg enkele tientallen jaren later van de Romeinse keizer Trajanus eerst marktrechten en vervolgens Romeinse stadsrechten. De naam van de nieuwe stad werd Ulpia Noviomagus Batavorum. Dit laatste leidt men voornamelijk af uit een gedenktekst van een stenen altaar, dat in de 19e eeuw is gevonden in de Duitse plaats Pfünz (Beieren). De tekst in kwestie heeft het over [...] Ulpia Noviomagi Bataus [...]. Het lijkt hier dus duidelijk om de gensnaam van keizer Trajanus te gaan, die op deze manier met het stichten van de stad Ulpia Noviomagus in verband kan worden gebracht. De tekst moet zijn geschreven door een Bataafse ritmeester.
Trajanus zou, naar men aanneemt, ergens tussen 98 n.Chr. (het begin van zijn keizerschap) en 104 n.Chr. (toen het Tiende Legioen hier wegtrok, en de stad dus blijkbaar voldoende economische zelfstandigheid bezat) de stadsrechten aan Ulpia Noviomagus Batavorum hebben toegekend. In dezelfde tijd lijken ook de eerste stadsmuren te zijn gebouwd. Het aantal inwoners moet op dat moment ongeveer 5000 hebben bedragen. Het toentertijd bebouwde oppervlak wordt geschat op ca. 35-40 hectare, het aantal tot op heden teruggevonden graven op ca. 12.500. 

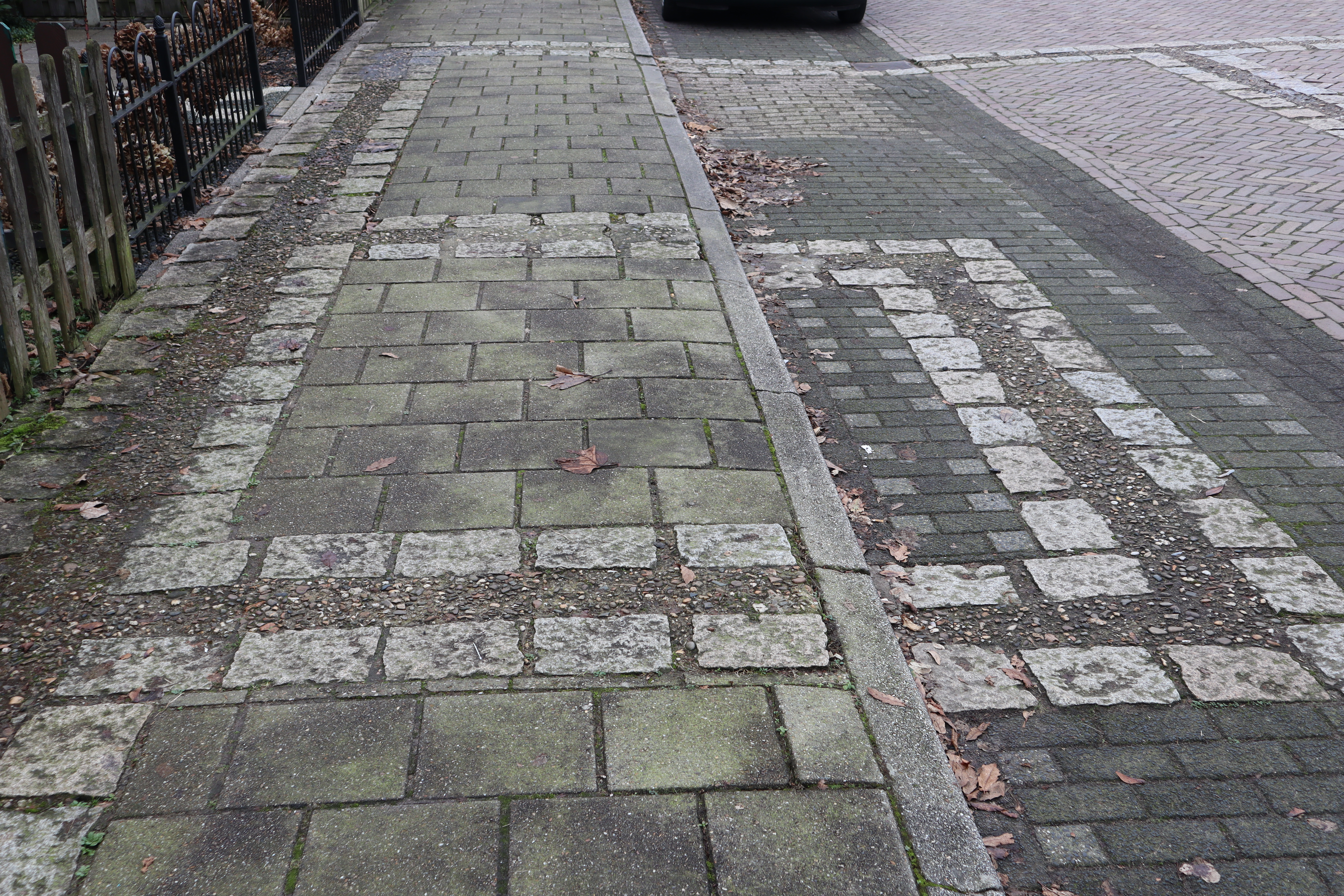
Visualisatie van de Romeinse tijd aan het Maasplein, waar de twee tempels moeten zijn geweest

Gedurende het eerste driekwart van de 2e eeuw maakte Ulpia Noviomagus Batavorum een bloeiperiode door. Er kwamen goede verbindingen met belangrijke Romeinse steden in de buurt, zoals Colonia Ulpia Traiana (Xanten) en Colonia Claudia Ara Agrippinensium (Keulen). De bevolking van de Romeinse stad groeide gaandeweg tot 10.000 à 15.000.  Daarmee was het in deze tijd de grootste stad op het grondgebied van het huidige Nederland. Het zou hierna duizend jaar duren voordat een andere Nederlandse stad (Utrecht) datzelfde inwonertal haalde. De oppervlakte bedroeg volgens schattingen 40 hectare. 
In het gebied dat nu Nederland is bevonden zich meer Romeinse nederzettingen van een zekere omvang, waaronder Traiectum (Utrecht), Lugdunum (Katwijk aan Zee) Mosa Trajectum (Maastricht), Coriovallum (Heerlen) en nog meer plaatsen. De enige andere Romeinse stad in het huidige grondgebied van Nederland was Forum Hadriani (Voorburg). Noviomagus was in deze tijd tevens de hoofdstad van wat de Romeinen de Civitas Batavorum ("het Bataafse stamgebied") noemden. Na het vertrek van het legioen werd op de Hunnerberg voorlopig een klein detachement soldaten gelegerd.
Het castrum werd rond 175 definitief ontruimd, en dit leidde uiteindelijk tot stagnatie en verval. Omstreeks dezelfde tijd eindigde de zogeheten "Gouden Eeuw van Rome". Het Romeinse Rijk ging nu een moeilijkere periode in. Rond het jaar 180 moeten er grote branden hebben gewoed in meerdere Romeinse steden, waaronder Noviomagus. Mogelijk hielden deze branden verband met de interne onrust binnen het Romeinse Rijk, die culmineerde in de opstanden onder Maternus.

#### Archeologische vondsten
De belangrijkste tot nu toe gedane archeologische vondsten uit de tijd van Romeins Noviomagus zijn twee naast elkaar gelegen Gallo-Romeinse tempels aan het huidige Maasplein in het Waterkwartier. Ook zijn er restanten aangetroffen van wat mogelijk een badgebouw was. Verder is er nog het Amfitheater van Nijmegen, dat echter in de eerste plaats bedoeld lijkt te zijn geweest voor de Romeinse legionairs; voor zover bekend is dit het enige Romeinse amfitheater dat op het grondgebied van het huidige Nederland lag. Een aardewerken olielamp en een haarspeld met een christelijke versiering zijn mogelijke aanwijzingen voor het inmiddels aanwezig zijn van het Romeinse christendom in Nijmegen in deze tijd, evenals het feit dat overledenen toen met hun hoofd naar het westen werden begraven.
De naam Noviomagus (afgekort tot NOVIOM) lijkt in 1993 ook te zijn aangetroffen in Nijmegen zelf. Bij opgravingen naar de twee hiervoor genoemde tempels werd een zilveren ring gevonden, waarvan het opschrift is ontcijferd als: "Aan Salus heeft Rusticus voor de schoenmakers uit Noviomagus, uit het genootschap van Esseravus, [deze ring] geschonken en gewijd". De inscriptie bevat tevens de afkorting 'C", wat lijkt te staan voor curia. Dit lijkt een aanwijzing dat er in deze tijd ook beroepsverenigingen bestonden. De ring dateert, volgens speculaties, nog van vóór de tijd dat de Romeinse stadsrechten werden verworven.
Tussen Nijmegen en Groesbeek –  het huidige gebied tussen Nijmegen, de Heilig Landstichting en Berg en Dal – liep mogelijk een aquaduct, dat het Tiende Legioen van water voorzag. Hier zijn veronderstelde restanten van gevonden.

#### Verval en einde (vanaf ca. 260-270)
Een onrustige tijd – bekend als de crisis van de derde eeuw – betekende waarschijnlijk de doodssteek voor het Romeinse Noviomagus, dat in de loop van deze periode (ca. 260-270) verlaten werd. Aangenomen wordt dat deze stad omstreeks het jaar 300 geheel was opgegeven, waarna zowel de Romeinse soldaten als de burgers van Noviomagus zich weer aan en nabij het Valkhof vestigden.
Rond het jaar 325 kwam er bij het Kelfkensbos een nieuwe Romeinse versterking: een castellum (Romeins fort) met grachten. Ook werd hier toen een eenheid Frankische hulptroepen gelegerd.
Tijdens het Dominaat werd er in het Romeinse Rijk orde op zaken gesteld. Keizer Constantijn slaagde erin om het Romeinse gezag weer voor enige tijd te herstellen. 
Aan het begin van de vijfde eeuw trokken de Romeinen definitief weg uit het hele gebied. Het West-Romeinse Rijk was bezig ten onder te gaan.

## Frankische tijd (5e-10e eeuw)

### 5e-7e eeuw
Over de eerste twee à drie eeuwen nadat de Romeinen Noviomagus definitief hadden verlaten, is maar zeer weinig met zekerheid bekend. Vermoedelijk resteerde er aanvankelijk weinig meer dan een kleine handelsnederzetting aan de Waal. Rechtstreeks overgeleverde schriftelijke bronnen over Nijmegen en omgeving uit deze eerste periode na de Romeinse tijd ontbreken geheel. Ook het tot nu toe gevonden archeologische materiaal uit deze tijd is slechts spaarzaam voorhanden. De huidige Burchtstraat, die ook al in de Romeinse tijd bestond, lijkt wel in gebruik te zijn gebleven; hier zijn voorwerpen zoals potten uit de 5e eeuw aangetroffen, evenals laat-Romeinse grafplekken.
Het fort, de nederzetting en de omgeving zijn, naar men aanneemt, in de loop van de 5e eeuw in Frankische handen gekomen. De Merovingen namen wellicht omstreeks 450 de bestuurlijke macht in het hele gebied over. In en rond het Mariënburgplein zijn rijke Merovingische graven uit deze tijd gevonden.  Begin 21e eeuw waren er bij Mariënburg meer dan 2000 graven ontdekt, die naar schatting uit de vierde tot en met de zevende eeuw dateren; mogelijk is dit grafveld nog wat groter. Bij het Valkhof is ook een Merovingische muntenschat aangetroffen, die gedateerd wordt rond het jaar 600; de toenmalige vorsten zouden deze muntstukken hebben laten vervaardigen als pronkstuk.
Vooral op basis van de gedane grafvondsten wordt de bevolkingsomvang op het Nijmeegse grondgebied in deze tijd geschat op 450 à 650. Ongeveer een eeuw eerder moet dit ca. 1200 zijn geweest; er was dus sprake van bevolkingskrimp. De meeste mensen woonden waarschijnlijk aan de huidige Waalkade; op de plek waar tegenwoordig het  casino staat, zijn in de periode 1985-1987 restanten van een tufstenen muur gevonden. Op de plek waar nu de Canisiussingel en Voorstadslaan liggen zijn restanten van Frankische nederzettingen teruggevonden; het is onduidelijk wat hiervan de omvang was.
Blijkens uit deze periode teruggevonden muntstukken (nabij Grave) was de naam van de stad omstreeks de 6e eeuw geëvolueerd tot Niomago/Nionag.
Omstreeks het eind van de 7e eeuw moet aan het Valkhof de allereerste parochiekerk van Nijmegen zijn gesticht, de Gertrudiskerk. Dit gebeurde vermoedelijk in het kader van de kersteningscampagne van bisschop Kunibert van Keulen, die ook andere plaatsen zoals Utrecht aandeed. Het Valkhof en Kelfkensbos waren door de koning aan de bisschop geschonken.

### 8e eeuw

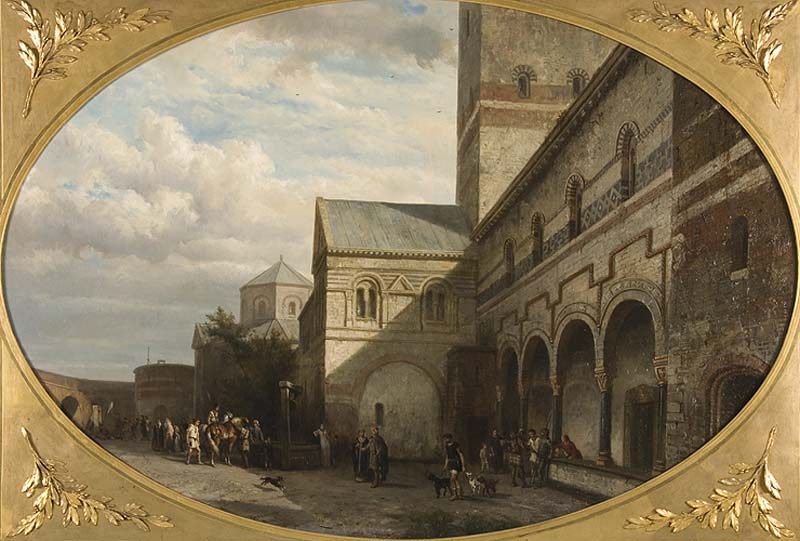
Het Valkhof met de palts, zoals deze plek er omstreeks 800 uit zou kunnen hebben gezien. Dit schilderij uit 1862 is van Cornelis Springer. Het berust puur op fictie; over de palts te Nijmegen is niets feitelijks bekend afgezien van de overgeleverde geschriften hierover.

Vanaf de 8e eeuw lijkt de bosontginning in het gebied sterk te zijn toegenomen. Landbouwgronden stonden in deze tijd vooral in dienst van de kerk en adel.
Karel de Grote, op dat moment de nieuwe koning der Franken, liet volgens de overlevering omstreeks 770 aan het Valkhof een van zijn paltsen bouwen: de Valkhofpalts. Karel de Grotes persoonlijke biograaf Einhard maakt, naar het zich laat aanzien, in zijn Vita Karoli Magni melding van een "palts in Noviomagus boven de rivier de Waal". De palts zou in de hiernavolgende paar eeuwen een aantal belangrijke functies vervullen. Karel de Grote zelf moet hier in ieder geval vanaf 777 herhaaldelijk zijn geweest, vooral omstreeks de Paasdagen, om dan bestuurlijke kwesties te regelen.
Uit een bewaard gebleven oorkonde van Karel de Grote, gedateerd 8 juni 777 – waarin hij vermoedelijk een schenking aan Utrecht doet – blijkt dat het hier genoemde Numaga toen een bestuurszetel was; men gaat er algemeen van uit dat hier inderdaad Nijmegen is bedoeld.

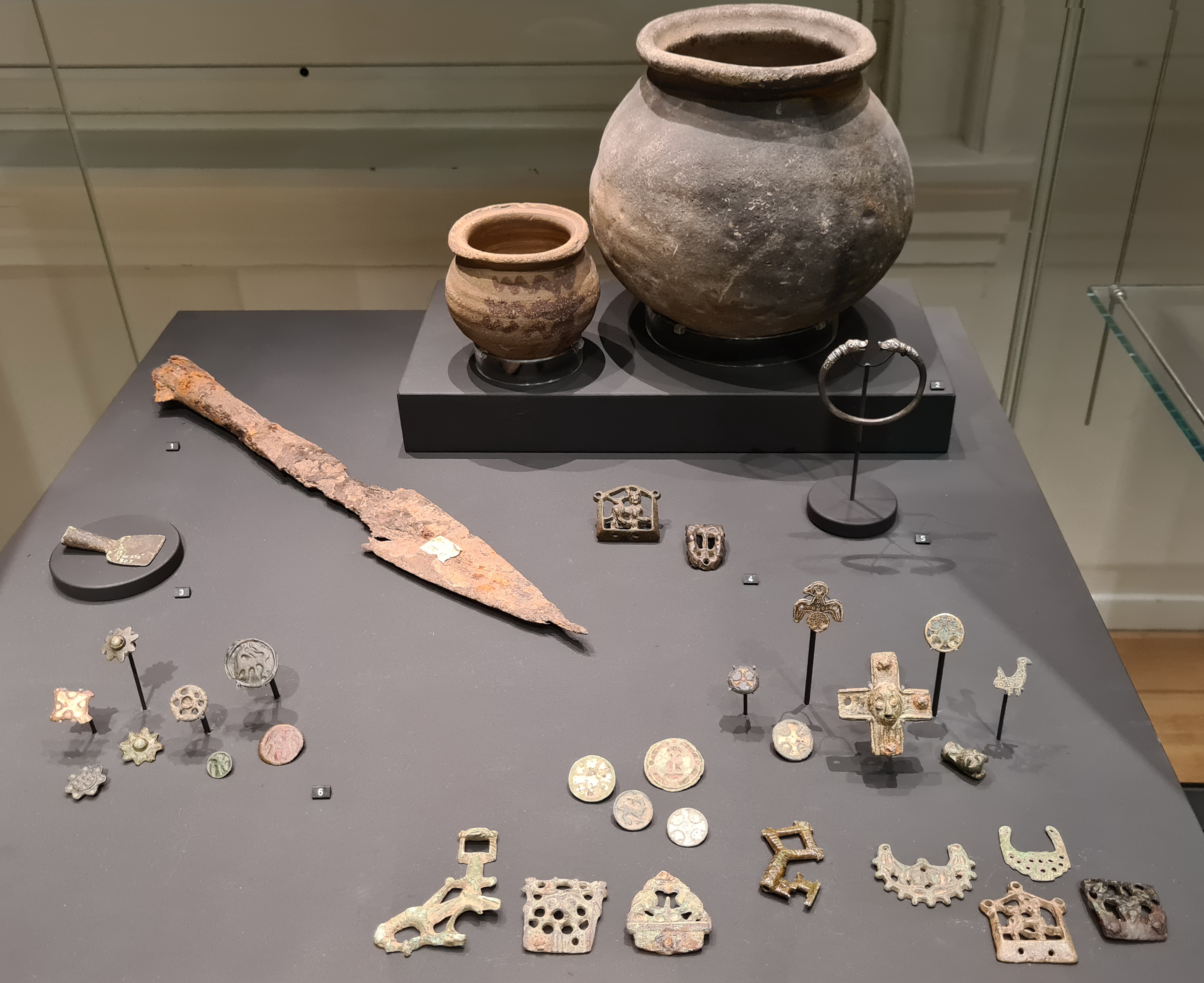
Archeologische vondsten uit Nijmegen, ca. 800-1100

### 9e-10e eeuw
De locatie van de nederzetting aan de Waal in de 9e en 10e eeuw kwam vermoedelijk ruwweg overeen met het huidige gebied tussen de Grotestraat, Priemstraat en Nonnenstraat.
Lodewijk de Vrome zou tijdens zijn regeringsperiode in totaal zes keer een landdag in Nijmegen gehad hebben. In 827 voerde hij hier vredesbesprekingen met de Deense koning Horik I. Elf jaar later echter werd Nijmegen voor het eerst door Deense Vikingen aangevallen. In 870 sloot Karel de Kale te Nijmegen een verbond met Rorik, een Viking uit Jutland. Dit kon  niet verhinderen dat er tien jaar later een beleg plaatsvond, waarbij de aanvallende Vikingen de palts innamen en deze enige tijd als onderkomen gebruikten. Bij hun vertrek staken zij de palts in brand. In 925 werd Nijmegen voor de laatste keer door de Noormannen geplunderd.
Omstreeks 840 werd het Frankische rijk verdeeld tussen Lotharius I en Karel de Kale. Nijmegen kwam – net als het grootste deel van wat nu Nederland en België is – daarbij aan Midden-Francië. Deze geopolitieke situatie heeft maar enkele tientallen jaren geduurd. De plaats wordt in deze tijd opnieuw vermeld als N(i)umaga.
Nijmegen stond vanaf de tweede helft van de 10e eeuw onder Rooms-Duits bestuur. Veel koninklijke en keizerlijke hofdagen van de Ottoonse en Salische dynastie vonden dan ook aan het Valkhof plaats. Otto I, Otto III, Hendrik II, Koenraad II en Hendrik III moeten hier geregeld zijn geweest voor hun regeringsdaden. In 949 was er volgens de kronieken in Nijmegen een Rijksdag. De sterke voorkeur die de Duitse koningen in deze tijd hadden voor Nijmegen wordt ook wel als opmerkelijk gezien, aangezien Nijmegen nooit een bisschopsstad is geweest, terwijl de koningen wel vaak de voorkeur gaven aan bisschopssteden als hun verblijfplaats.
Keizer Otto III werd naar verluidt geboren in het Ketelwoud (Reichswald), terwijl zijn moeder keizerin Theophanu onderweg was van Aken naar de Valkhofpalts.  In 991 overleed Theophanu zelf in de palts.

### "Keizerstad"
Aan dit deel van zijn geschiedenis dankt Nijmegen de populaire bijnaam "Keizerstad". Ook andere vernoemingen – zoals het Keizer Karelplein en het Karel de Grote College – herinneren tegenwoordig nog aan de Karolingische tijd.

## Hoge en late middeleeuwen

### 11e-12e eeuw
Vanaf 1002 bezocht Keizer Hendrik II de Heilige volgens de kronieken de palts. In 1018 zou er te Nijmegen opnieuw een Rijksdag hebben plaatsgevonden, waarbij Otto van Hammerstein en diens vrouw Ermgard van Verdun werden geëxcommuniceerd.
De aan het Valkhof gebouwde Sint-Nicolaaskapel dateert volgens de laatste inzichten uit het begin van de 11e eeuw, meer precies de periode 1030-1047.  Deze kapel is zodoende het oudste Nijmeegse bouwwerk dat tot op heden bewaard is gebleven.
De palts moet in 1047 opnieuw zijn verwoest, door toedoen van hertog van Lotharingen en Brabant Godfried II van Opper-Lotharingen. Hij kwam met zijn troepen in opstand tegen keizer Hendrik III. Men tast in het duister over wat er in de eerste tijd daarna aan het Valkhof en omstreken gebeurde. Keizer Hendrik IV schijnt in 1075 Nijmegen te hebben bezocht. Ook de zieke Rooms-Duitse keizer Hendrik V deed volgens de overlevering in 1125 Nijmegen aan, op doorreis naar Utrecht. De plaats wordt in datzelfde jaar schriftelijk vermeld als Neumaia.
Op 17 mei 1151 onderhandelde de latere keizer Frederik I Barbarossa (op dat moment nog hertog van Zwaben) op het Valkhof over het ambt van de bisschop van Utrecht. In de akte hierover staat dat deze door koning Koenraad III werd opgemaakt en uitgegeven in palatio Noviomagi, "in het paleis van Noviomagus". Als getuigen worden 17 bisschoppen, abten, graven en hoge heren genoemd.
Barbarossa werd in 1155 zelf de nieuwe keizer van het Heilige Roomse Rijk. In datzelfde jaar liet hij de Valkhofburcht voltooien. Keizer Hendrik VI werd tien jaar later aan het Valkhof geboren. Deze burcht zou hierna meer dan zes eeuwen lang van grote betekenis voor de stad als geheel zijn, zowel bestuurlijk als defensief. Vanwege de door Barbarossa geplaatste gedenktekst, waarin onder meer wordt gerept over het "herstellen van het bolwerk van Julius Caesar", heeft tot in de 16e eeuw de misvatting bestaan dat Nijmegen door Caesar zelf gesticht zou zijn.
Duidelijke aanwijzingen dat er nabij de Valkhofburcht een nederzetting van enige betekenis was, zijn er pas echt vanaf het eind van de 12e eeuw. In de eeuw daarna zou deze plaats uitgroeien tot de huidige stad Nijmegen. De burgers (cives) daarvan worden, voor zover bekend, voor het eerst daadwerkelijk genoemd in een oorkonde uit 1184, die handelt over de (heringevoerde) tol; vermoedelijk betreft het hier kooplieden. 
Barbarossa stelde te Nijmegen een burggraaf aan, die in zijn plaats bestuurde.

### 13e eeuw

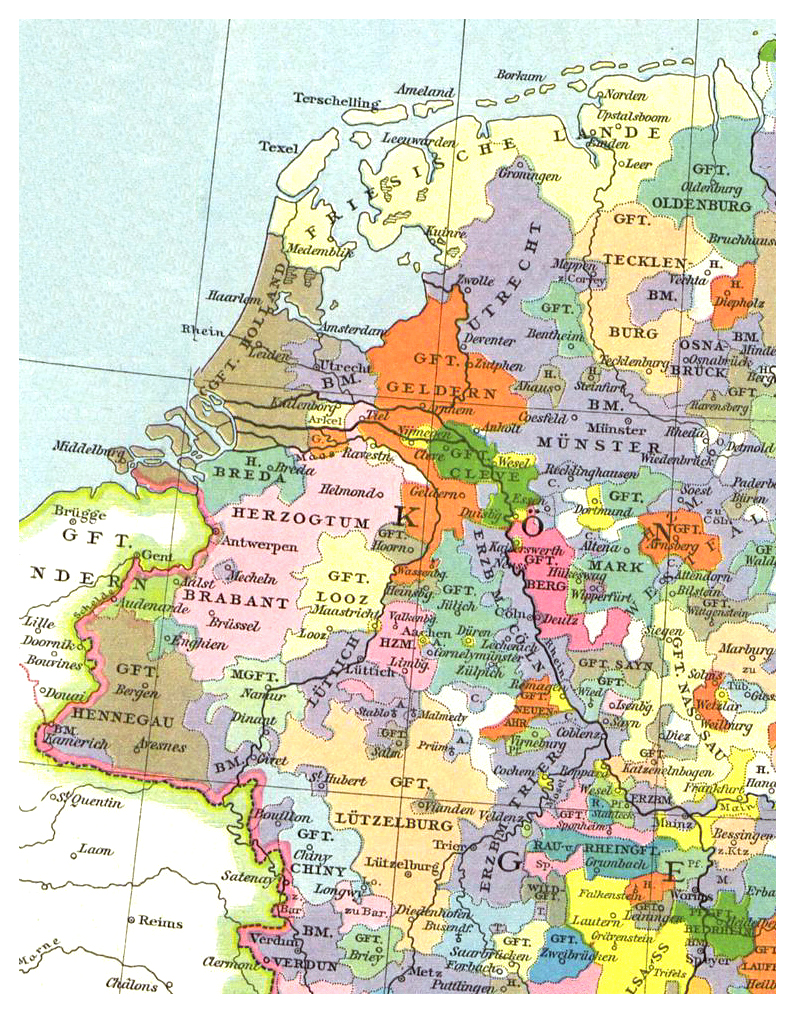
Het noordwestelijk deel van het Heilige Roomse Rijk, ca. 1250

In 1202 is Nijmegen vermoedelijk ingenomen door de hertog van Brabant; twee jaar later kwam het weer aan het Rijk van Nijmegen. In 1203 liet Hendrik II van Cuijk er een oorkonde uitvaardigen. Mogelijk stond Nijmegen ook gedurende een paar jaar onder bestuur van Diederik VI van Kleef; van hem is een oorkonde uit 1208 bekend, opgesteld in Nijmegen.
Onder de Rooms-koning Hendrik VII werd Nijmegen ("Nieumeghen") op 31 augustus 1230 een vrije rijksstad. Dit gebeurde middels de verlening van stadsrechten op basis van de rechten van Aken, dat al eerder een rijksstad was geworden. Concreet hield het in dat Nijmegen een eigen stadsbestuur (voorlopig nog in de Valkhofburcht) en eigen rechtspraak kreeg en ter hoofdvaart naar Aken ging. Er zijn verschillende verklaringen opgevoerd waarom de Rooms-koning tot deze stap overging; het leverde hem veel financiële baten op (bijvoorbeeld meer winst uit tolheffingen) en ook militair bood het extra voordeel. De nieuwe rijksstad was daarnaast bij wijze van wederdienst verplicht om ook de koning in geval van nood bij te staan. Omstreeks 1233 kreeg Nijmegen zijn eigen zegel; uit dat jaar dateert althans de oudst bekende afdruk daarvan. Uit datzelfde jaar dateert ook de oudst bekende vermelding van een schepenencollege in de stad.
Op 8 oktober 1247, dus slechts 13 jaar nadat Nijmegen de status van rijksstad had gekregen, werd het – samen met het Rijk van Nijmegen – overgedragen aan het graafschap Gelre (later het hertogdom). Graaf Otto II van Gelre en Zutphen kreeg toen de stad in handen, inclusief alle toebehoren (zoals de burcht en omstreken) als onderpand van de Roomse koning Willem II (tevens graaf van Holland). In ruil leende Otto van Gelre 10.000 mark aan Willem II van Holland, zodat die de koningsverkiezingen te Neuss op 3 oktober 1247 kon winnen. Deze lening zou echter nooit door Willem II worden afbetaald, en dit leidde ertoe dat heel Nijmegen voortaan Gelders bleef. De stad bleef voorlopig nog wel onder bescherming van het Duitse Rijk staan; de banden daarmee zouden uiteindelijk definitief worden doorgeknipt met de Vrede van Münster (1648). 
Kort na 1250 werd, op last van Otto II, de Gertrudiskerk aan het Valkhof afgebroken. Dit gebeurde vooral uit strategische overwegingen; er was ruimte nodig voor de versterkte en verder uitgebouwde burcht. Ervoor in de plaats verrees op de Hundisburg de nu nog altijd bestaande Grote of Sint-Stevenskerk. De grond hiervoor was door Willem II beschikbaar gesteld. Aan het Valkhof werd ter vervanging van de vroegere kerk de Gertrudiskapel gebouwd; deze is in 1579 weer afgebroken.
In 1255 keurde paus Alexander IV de belening van de burcht Nijmegen en de tol te Lobith aan Otto van Gelre goed. Alexander IV gaf tevens dat deze lenen bij ontstentenis van een mannelijke opvolger op een dochter konden overgaan, wat in 1292 door paus Nicolaas IV ten gunste van Reinald van Gelre werd herhaald. Nijmegen werd nu de hoofdstad van een van de kwartieren van het hertogdom Gelre, het Kwartier van Nijmegen. 
De stad werd verder versterkt met een aarden wal. Deze liep vanaf de Valkhofburcht dwars door de stad tot aan de Oude Haven, die in dezelfde tijd is aangelegd; in 1303 wordt hier voor het eerst schriftelijk melding van gedaan. Het centrum kreeg meer bebouwing en de stad breidde zich uit in zuidelijke richting. De Burchtstraat en Broerstraat zijn in deze tijd bebouwd geraakt. De oorspronkelijke Hezelpoort, de Burchtpoort en de Windmolenpoort werden vermoedelijk in deze periode gebouwd, als onderdeel van de eerste omwalling; de oudst bekende vermelding van deze drie poorten dateert pas van een eeuw later.

### 14e eeuw
Begin 14e eeuw ontstond aan de voet van de Valkhofheuvel de nieuwe wijk Nyerstat. Ook de versterking en uitbreiding van de stad ging volop door. Uit stadsrekeningen valt af te leiden dat Nijmegen vóór 1375 het gebied waar nu de wijk Nije Veld is heeft verworven. 
De Nijmegenaren hadden al rechten in het Nederrijkswald bezeten vóór de toekenning van de stadsrechten in 1230. Er kwam echter steeds meer gebied van het Ketelwald in handen van de graven van Kleef. In de 14e en 15e eeuw moest iedereen die in het woud iets wilde doen, daarvoor "waldcijns" betalen aan degene die het woud beheerde. 
Tijdens de eerste helft van de 14e eeuw had Nijmegen de belangrijkste Nederlandse Joodse gemeenschap van die tijd. De pestepidemie van 1349 leidde echter tot grootschalige jodenvervolgingen, waarbij ook de Joodse gemeenschap in Nijmegen werd uitgeroeid.
In 1375 werd er aan de Broerstraat een eerste extra kerk gebouwd, de Broederkerk. Het stadsbestuur was aan het eind van de 14e eeuw gevestigd in drie aangrenzende panden in de Burchtstraat.
Kort voor 1400 werden te Nijmegen de Gebroeders Van Lymborch geboren. Zij worden gerekend tot de topkunstenaars uit hun tijd.

### 15e eeuw
In 1402 werd Nijmegen een Hanzestad, tegelijk met Tielt en Zaltbommel. Nijmegen werd de regionale hoofdplaats binnen het Hanzekwartier Keulen. Ook veel andere Gelderse steden werden in deze tijd lid van de Hanze, of waren dat reeds. In deze tijd waren kooplieden en schippers de belangrijkste beroepsgoepen, zij verenigden zich in gilden. Het Sinter Claesgilde, dat in ieder geval al bestond in 1422, oefende zelf enige controle uit over het stadsbestuur.

#### Groei en verdere versterking

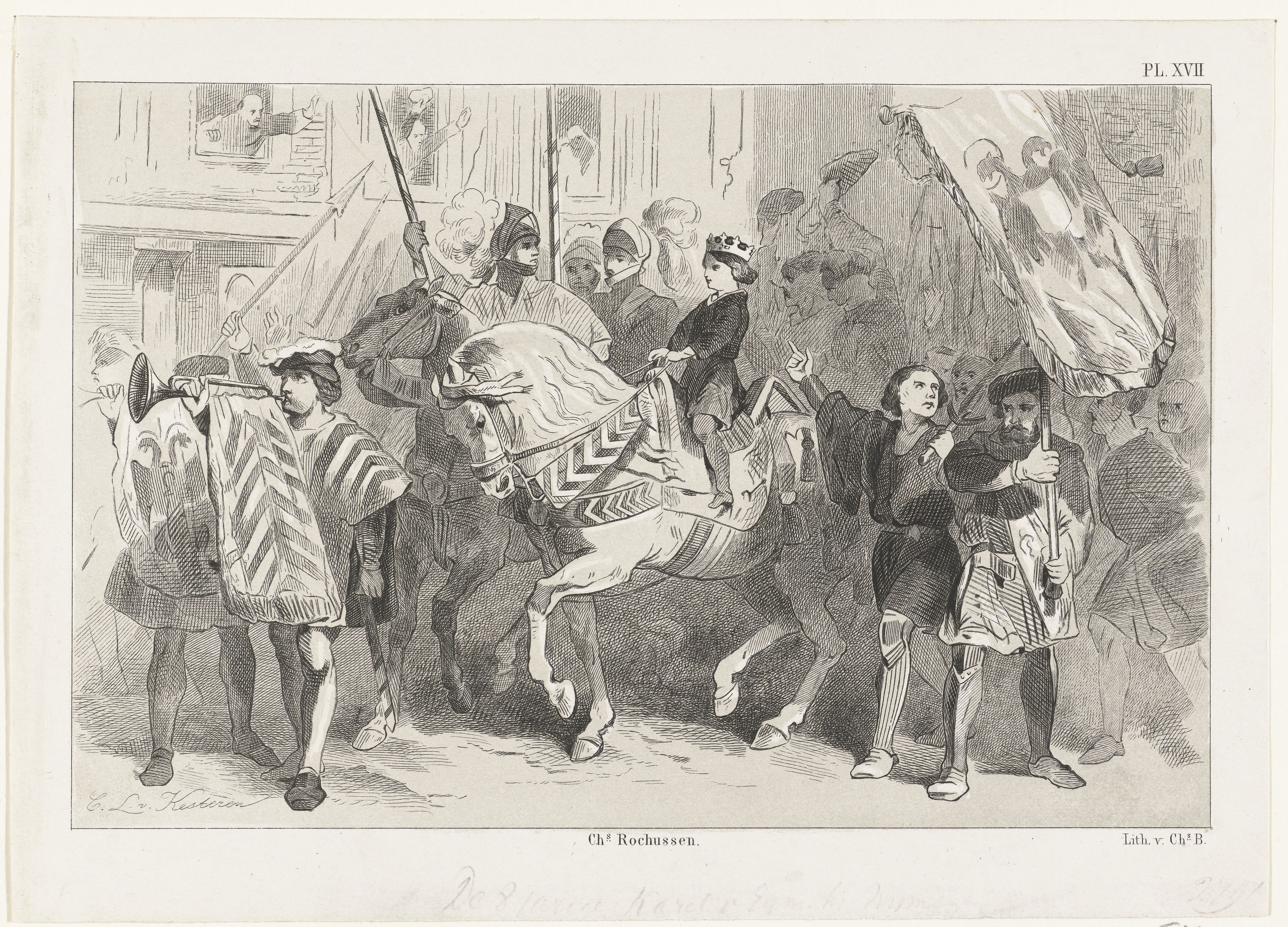
De 8-jarige Karel van Egmond wordt gehuldigd in Nijmegen, 1473. Prent van Christiaan Lodewijk van Kesteren en Charles Rochussen

Vermoedelijk in het eerste kwart van de 15e eeuw werden er twee stenen muren om de oude stad heen gebouwd, ter vervanging van de aarden wal. Een van de muren begon dicht bij de Waalkade en liep tot aan de oever. In dezelfde tijd moet de Voerweg zijn aangelegd, om het transport vanaf het Valkhof naar het centrum te vergemakkelijken. De Valkhofburcht is wellicht in deze tijd binnen de stadsgrenzen komen te liggen. 
Omstreeks 1436 kwam er rond de de tot dan toe onbeschermde buitenbebouwing een gracht. In datzelfde jaar is de Molenpoort gebouwd, als onderdeel van de nieuwe omwalling. Rond 1450 waren er inmiddels twee voorsteden. Er werd nog een derde aarden omwalling aangelegd; deze liep op de plekken waar nu de Eerste, Tweede en Derde Walstraat liggen. In 1459 raakte het Nijmeegse stadsbestuur gebrouilleerd met de geestelijkheid, toen die weigerde nog langer mee te betalen aan de stadsmuur. Het stadsbestuur dreigde met de bescherming van de kerkelijke instanties te stoppen.
Omstreeks 1450 bedroeg het aantal Nijmegenaren tussen de 10.000 en 20.000. Nijmegen was hiermee een middelgrote stad; het inwonertal was vergelijkbaar met dat van Gouda, Den Bosch en Leuven, en met de Duitse steden Aken, Münster en Hamburg. In de tweede helft van de 15e eeuw liep het aantal Nijmegenaren echter weer wat terug, als gevolg van crises.
In dezelfde tijd moeten de eerste stedelijke munten van Nijmegen zijn geslagen, de oudst bekende munt dateert uit 1462. Een bekende muntmeester uit deze tijd is Arnt van Ochten.

#### Oorlogen (vanaf 1473)
In 1473 viel Nijmegen na een beleg gedurende een paar jaar in handen van Karel de Stoute, waarbij het een Bourgondisch bestuur kreeg. Na de dood van Karel de Stoute in 1477 werd Nijmegen weer Gelders.
In 1494 – tijdens de Gelderse Onafhankelijkheidsoorlog – probeerde Keizer Maximiliaan I ook Nijmegen te belegeren, maar hij werd teruggedreven door de Nijmeegse bevolking.

### Naam en literaire overleveringen
Tijdens de late middeleeuwen stond de stad nog bekend als "Nieumeghen", In de volksmond is dit door metathesis eerst Nimwegen geworden (wat nog altijd de Duitse naam van de stad is). 
De eerdere naamvorm is bewaard gebleven in de titel van het bekende mirakelspel Mariken van Nieumeghen uit het begin van de 16e eeuw. Dit is tevens het enige overgeleverde werk in de canon van de Nederlandse letterkunde waarin Nijmegen centraal staat en in de titel voorkomt. Andere verhalen worden soms op verschillende plekken gesitueerd waaronder Nijmegen, zoals de middeleeuwse Zwaanridder-sage.

## Nieuwe tijd

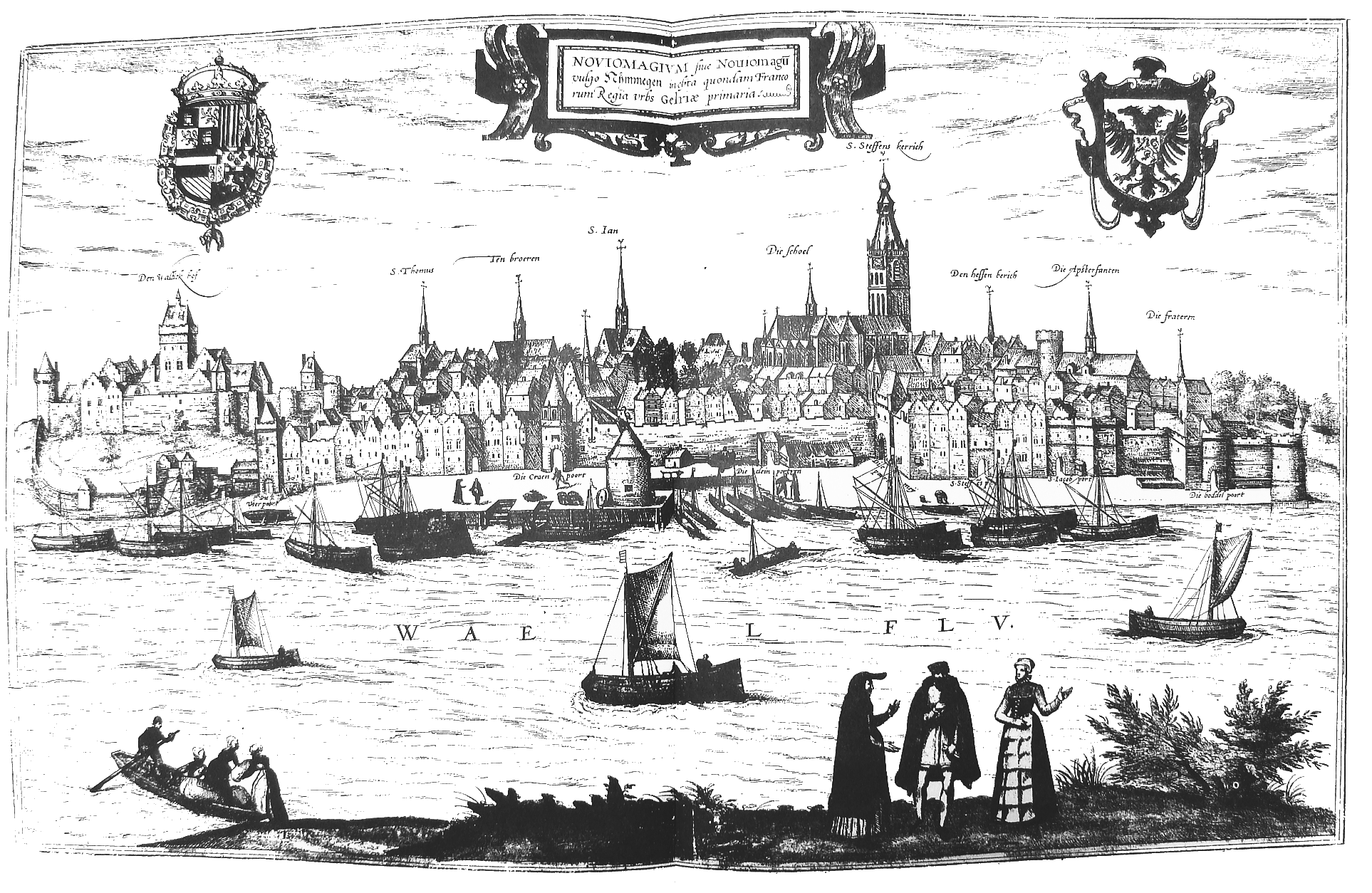
Uitzicht op Nijmegen met links de Valkhofburcht (Frans Hogenberg, 16e eeuw)

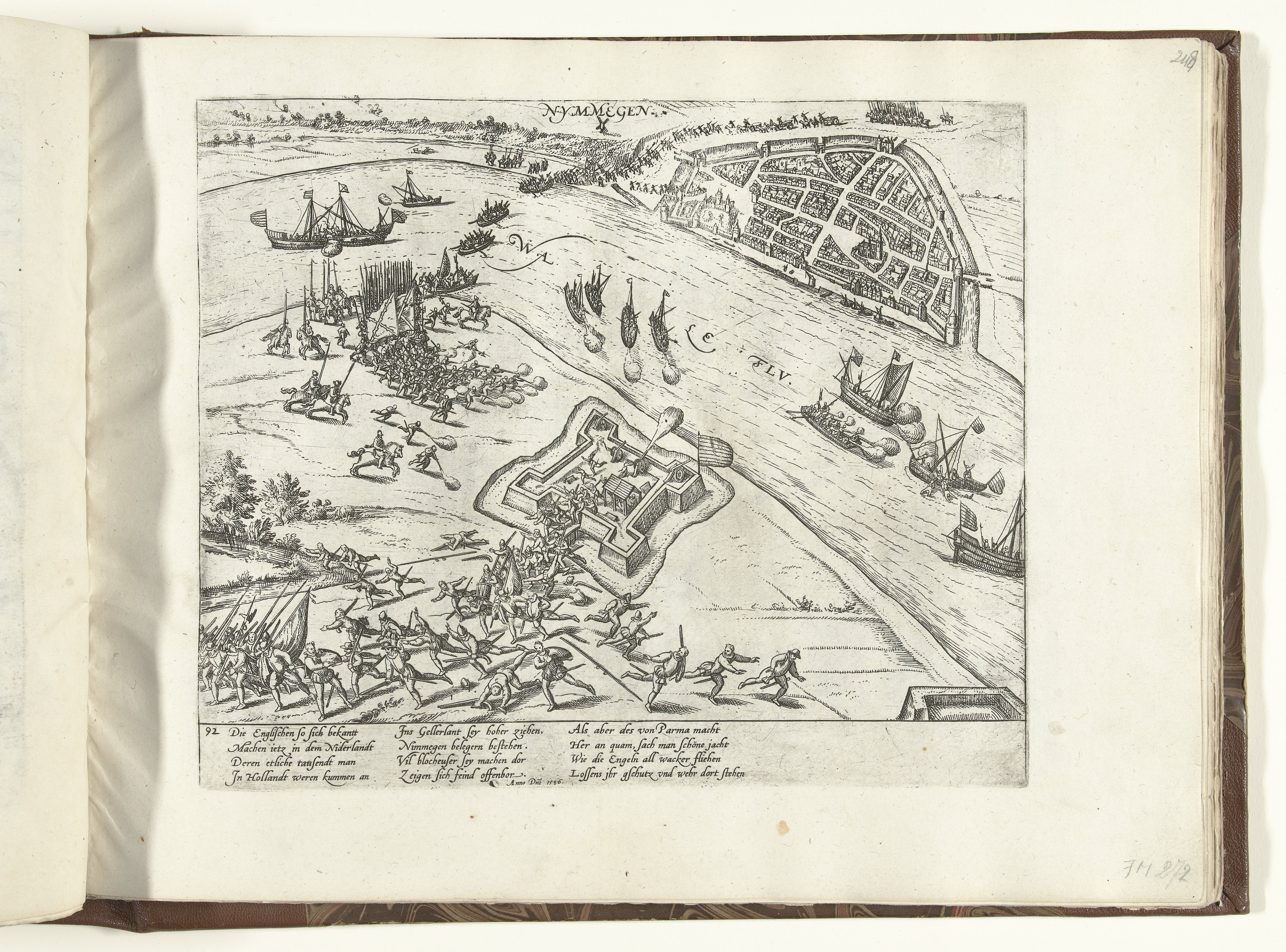
De Engelsen lijden bij Nijmegen een nederlaag tegen het leger van de hertog van Parma (prent van Frans Hogenberg, gedateerd 1585-1587

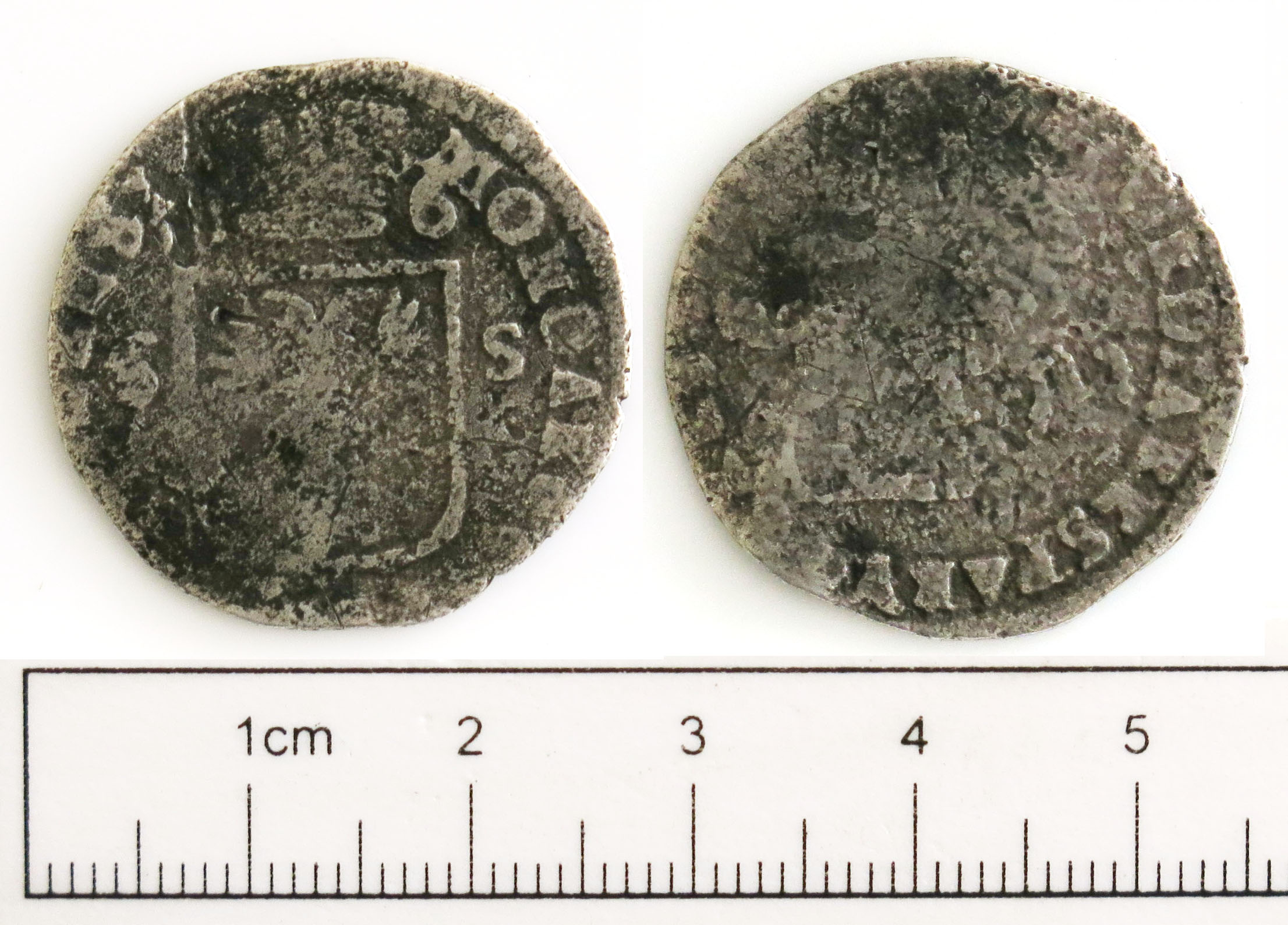
Nijmeegse muntstukken, gedateerd 1685-1691

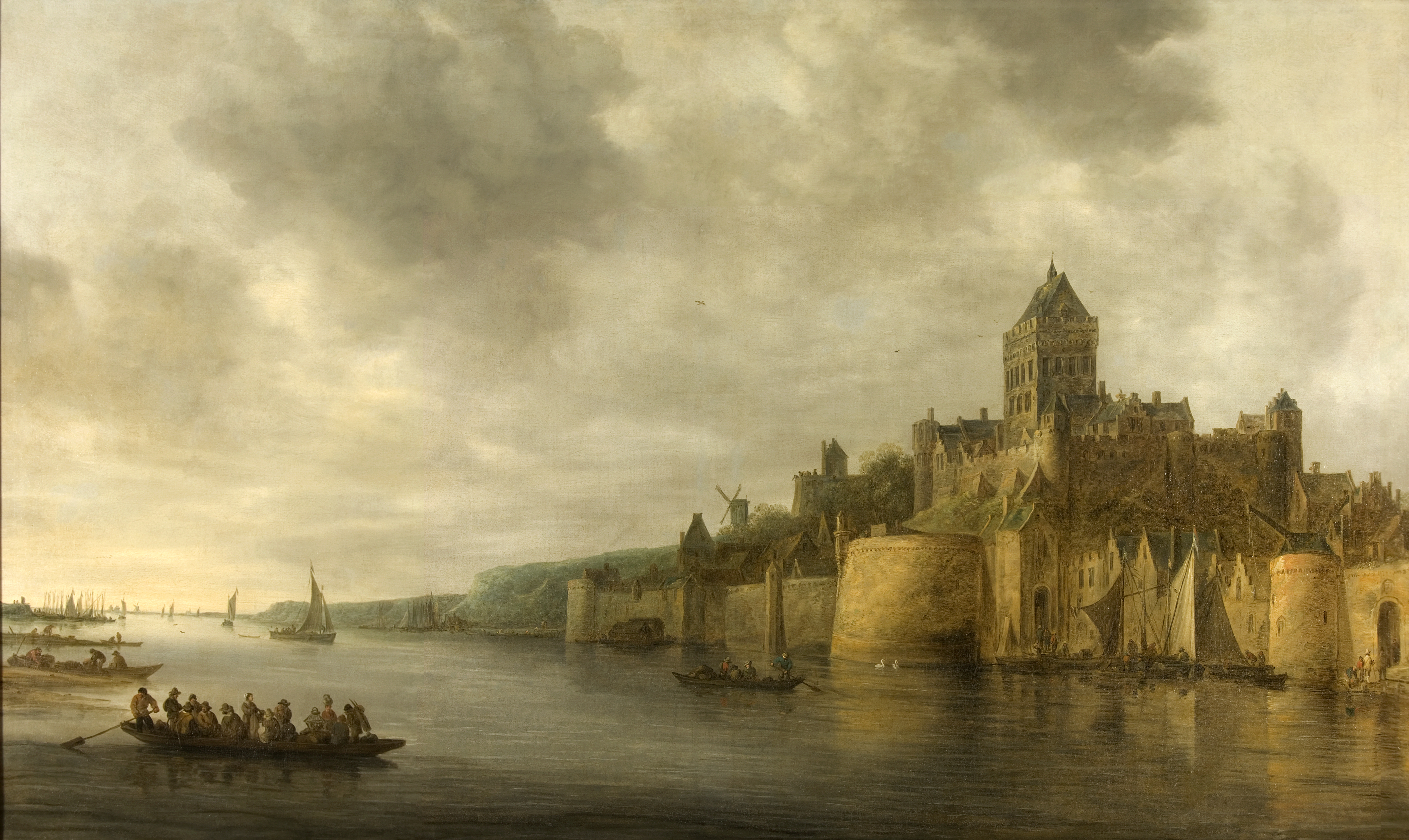
Zicht op Nijmegen met de Valkhofburcht (Jan van Goyen, 1641)

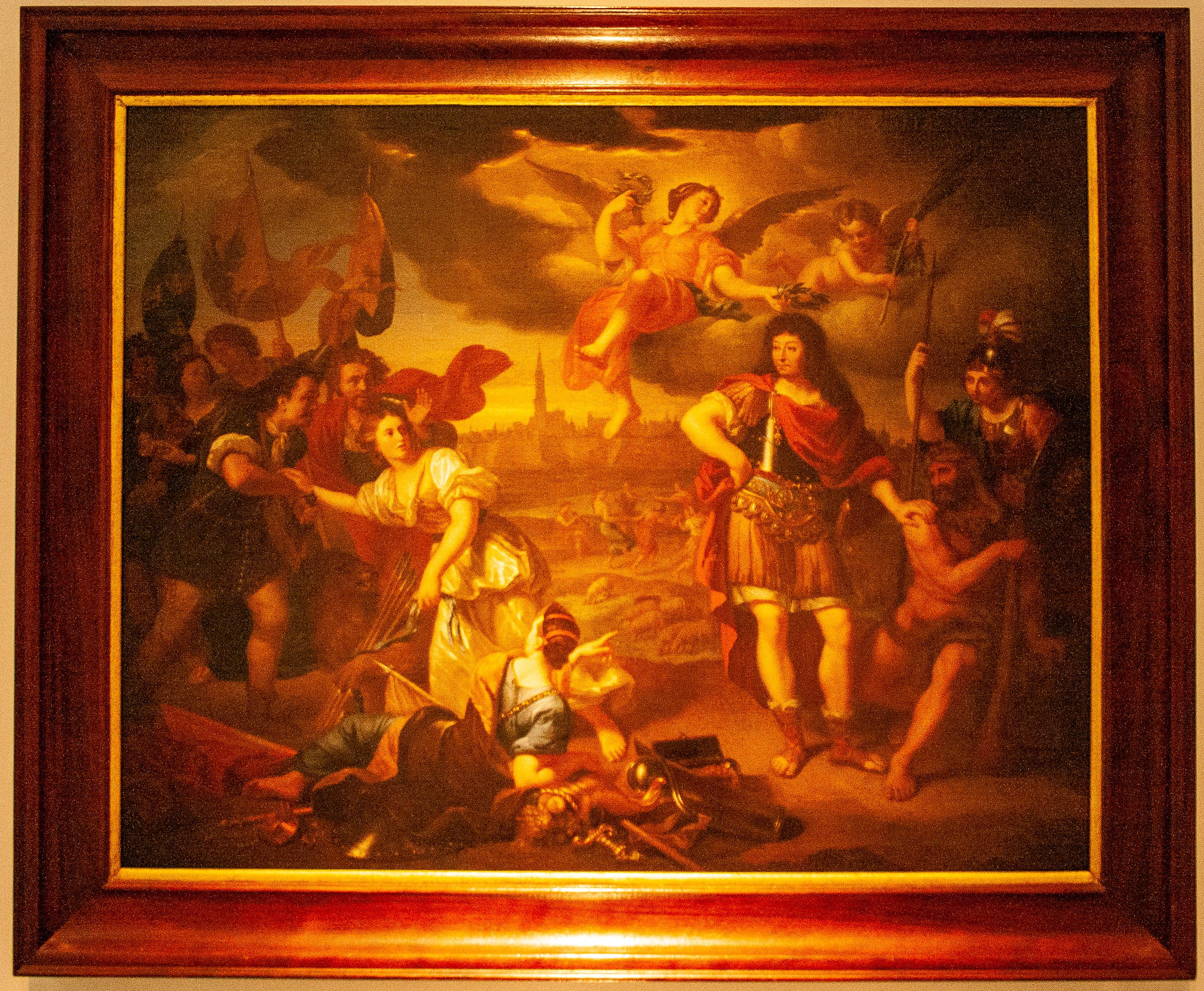
Allegorie op de Vrede van Nijmegen, door Godfried Schalcken

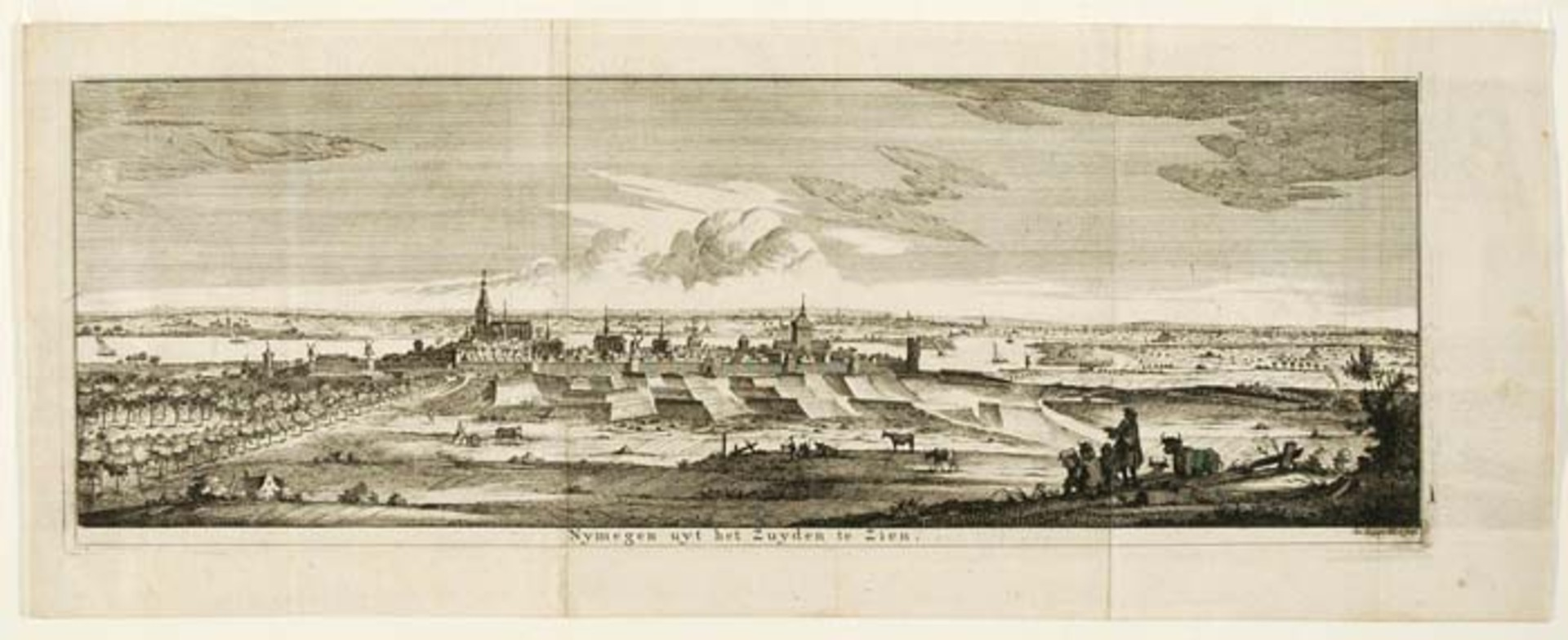
Uitzicht op de stad vanuit het gebied bij de Postweg, omstreeks 1700 (illustratie door Mattheus Berkenboom)

### 16e eeuw
Omstreeks 1520 begon men met het verder versterken van de Nijmeegse voorsteden, door middel van een nieuwe stenen muur en een aantal extra torens. Deze muur werd uiteindelijk doorgetrokken tot aan de Kronenburgtoren, waar hij aansloot op de muur om de oude stad die er sinds 1425 was. De versterking werd nog uitgebreid met een nieuwe aarden wal die de vorige verving en met een gracht. Een knik in de stadsmuur werd weggewerkt en de alleroudste ommuringen werden grotendeels afgebroken. De nieuwe stadswal was omstreeks 1530-1531 voltooid en vormde vanaf dat moment de belangrijkste verdedigingslinie.Gedurende de eerste paar eeuwen daarna zou Nijmegen tussen deze stadsmuren ingeklemd blijven.
In 1543 kwam Nijmegen, evenals de rest van het hertogdom Gelre, via het Traktaat van Venlo aan de Habsburgers. De status van belangrijkste Gelderse stad was het inmiddels kwijtgeraakt onder hertog Karel van Gelre, die hiervoor de voorkeur had gegeven aan Arnhem.
In 1521 werd aan de Broerstraat de later heiligverklaarde Petrus Canisius (zoon van burgemeester Jacob Kanis) geboren. Hij woonde de eerste vijftien jaar van zijn leven in Nijmegen. De Canisiussingel en het latere ziekenhuis zijn naar hem vernoemd.
Rond 1544 werd aan het Sint-Stevenskerkhof de Latijnse School opnieuw gebouwd. Aangenomen wordt dat deze school eerder aan het Valkhof had gestaan.
In 1554 en 1555 werd aan de Burchtstraat het nieuwe stadhuis gebouwd, dat tot op heden bestaat (al is het na verwoestingen grotendeels opnieuw gebouwd) en in gebruik is.

#### Katholieken vs. hervormden/protestanten
De Reformatie kreeg beperkte aanhang in de stad. De vernielingen tijdens de beeldenstorm bereikten op 24 september 1566 ook Nijmegen, maar bleven hoofdzakelijk beperkt tot de Stevenskerk. Wel kwam het tot gewelddadige confrontaties tussen katholieken en protestanten, in die mate dat de Gelderse stadhouder Karel van Brimeu zich op 19 oktober genoodzaakt zag om de stad met soldaten te bezetten teneinde de rust te herstellen. Gedurende de eerste tijd hierna bleven de katholieken aan de macht. De protestanten werden nu vervolgd en sommigen van hen moesten vluchten. 
In 1574 rukten Lodewijk en Hendrik van Nassau, broers van Willem van Oranje, met een leger op vanuit de Duitse deelstaatjes naar Nijmegen. Zij werden echter in de slag op de Mookerheide verslagen.
In 1576 gingen de Spaanse soldaten muiten. Zij hielden vooral in Antwerpen vreselijk huis; de schok die dit teweegbracht, dreef de katholieken en protestanten in elkaars armen. Het leidde tot het sluiten van de Pacificatie van Gent, die ook door Nijmegen werd ondertekend. Middels de Pacificatie werd bepaald dat de Nederlanden katholiek zouden blijven, op de calvinistische gewesten Holland en Zeeland na. 
De Nijmeegse bestuurders vroegen in 1578 Willem van Oranje om stadhouder van Gelre te worden. Omdat dit echter onverenigbaar was met zijn stadhouderschap voor Holland en Zeeland, droeg Willem van Oranje in plaats daarvan zijn broer Jan van Nassau aan voor deze positie; omdat Jan van Nassau beloofde de Pacificatie te eerbiedigen, nam de magistraat hem aan. Echter bleek al gauw dat hij uit was op de protestantisering van Gelre. Op 2 januari 1579 grepen de hervormden de macht in de Nijmeegse magistraat, waar de roomsen uit werden gezet. De op 23 januari gesloten Unie van Utrecht, waarin de opstandige steden en gewesten van de harde lijn zich militair verenigden, werd op 5 maart ook door Nijmegen ondertekend.

##### Beleg (1585)
Op 6 maart 1585, tijdens de Tachtigjarige Oorlog, viel de stad weer in Spaanse handen; de katholieke meerderheid opende de stadspoorten voor het leger van Claudius van Berlaymont, de koningsgezinde stadhouder van Gelre. Op 16 maart van dat jaar zond men vanuit Nijmegen een gezant naar landvoogd Alexander Farnese (de hertog van Parma), om tot een overeenkomst te komen. De hervormden en protestanten verloren hierdoor hun net verworven rechten alweer. De Nijmegenaren vroegen om geloofsvrijheid voor de protestanten, maar de hertog van Parma weigerde dit. De protestanten kregen echter wel twee jaar de tijd om ofwel de stad te verlaten, ofwel terug te keren tot het katholieke geloof. 

##### Vanaf 1589
De Staatse legerleider Maarten Schenk trachtte in 1589 met een aanslag Nijmegen in te nemen, wat mislukte. Schenk verdronk hierbij zelf in de Waal.
Twee jaar later lukte het prins Maurits alsnog om de stad te heroveren tijdens een nieuw beleg dat een week duurde (de zogenoemde Reductie van Nijmegen). In de stad kwamen de protestanten nu voorlopig aan de macht; zij eigenden zich in datzelfde jaar de Stevenskerk toe, die tot dan toe katholiek was geweest. Nijmegen viel nu in Staatse handen en maakte voortaan deel uit van de Republiek. Hiermee verloren ook de stadswallen hun oude functie grotendeels; ze werden voortaan door de Staten-Generaal onderhouden, en dienden vooral nog om andere gewesten binnen de Republiek (zoals Holland en Zeeland) te beschermen.
Een jaar na de inname van de stad werd aan de Molenstraat het Oud Burgeren Gasthuis opgericht, een samenvoeging van twee eerdere gasthuizen.

### 17e eeuw
In de vroege 17e eeuw had de stad last van economische teruggang. Een goede verbinding met het noorden moest soelaas bieden. Nijmegen nam het initiatief tot het graven van de Grift en betaalde 75 procent van de aanlegkosten, Arnhem de overige 25 procent. Het kanaal kwam gereed in 1611. Aan beide kanten van de Grift lagen brede dijken met jaagpaden, waarop ook het landverkeer zich kon verplaatsen. In 1634 brak echter door zware ijsgang de bandijk bij Lent door. Het water verwoestte onder andere de gemetselde sluizen van de Grift bij het dorp. De sluizen werden hierna niet meer herbouwd, waardoor alle goederen voor de trekschuitvaart hier voortaan overgeslagen moesten worden.
Tijdens het Twaalfjarig Bestand gaf Nijmegen blijk van een sterke remonstrantse inslag. In de jaren 1636-1637 werd de stad geteisterd door een zware pestepidemie, waardoor in totaal ca. 6000 mensen het leven verloren. De stad verloor hiermee ca. 40% van haar inwoners. In 1638 werd aan een groep Doopsgezinde vluchtelingen bij uitzondering het poorterschap verleend.
Dominee Johannes Smetius en Lambert Goris waren in de 17e eeuw de initiatiefnemers van een Illustere school, waaruit de Kwartierlijke Academie van Nijmegen voortkwam alsook een stadsbibliotheek. Deze academie werd op 3 mei 1655 geopend, en kreeg precies een jaar later de status van universiteit. De academie was aanvankelijk gevestigd in de Commanderie van Sint Jan (die voordien in gebruik was geweest als ziekenhuis en klooster), waar zich ook de bibliotheek bevond. Deze eerste universiteit van Nijmegen heeft echter maar bestaan tot 1679.
Van 1672 tot 1674 kreeg Nijmegen te maken met een Franse bezetting. In de stad werd in 1678 de Vrede van Nijmegen tussen Frankrijk en de Republiek der Zeven Verenigde Provinciën gesloten, tezamen met andere vredesverdragen tussen Europese Staten. Daarmee werd de Hollandse Oorlog beëindigd. 

### 18e eeuw
Op 11 juni 1702 probeerde de Franse koning Lodewijk XIV de stad middels een verrassingsaanval (geleid door maarschalk Louis-François de Boufflers) te veroveren, maar dit mislukte.
Nijmegen was aan het begin van de 18e eeuw een van de brandhaarden van de Gelderse Plooierijen (1702-1708).  Na de dood van Willem III van Oranje kwam de orangistische Oude Plooi aanvankelijk aan de macht. In januari 1703 lukte het de meer staatsgezinde Nieuwe Plooi om het stadhuis te bezetten. Op 7 augustus 1705 vond er een laatste confrontatie plaats. De Nieuwe Plooi wist uiteindelijk een knokploeg van de Oude Plooi weer uit het stadhuis te verdrijven, waarbij meerdere doden vielen. Willem Roukens, de leider van de Oude Plooi, werd de dag erna onthoofd.
Koning Frederik Willem II van Pruisen viel op 11 september 1787 Nijmegen binnen en bezette met zijn troepen de Valkhofburcht, waar stadhouder Willem V in november 1786 uit veiligheidsoverwegingen zijn intrek had genomen. De volgende dag vertrokken de Pruisische en de in Ooij, Persingen en Nijmegen gelegerde stadhouderlijke troepen om de rest van de Republiek te heroveren op de patriotten en de Oranjerestauratie door te voeren. Duizenden patriotten vluchtten hierna naar Frankrijk, waar twee jaar later de Franse Revolutie uitbrak.

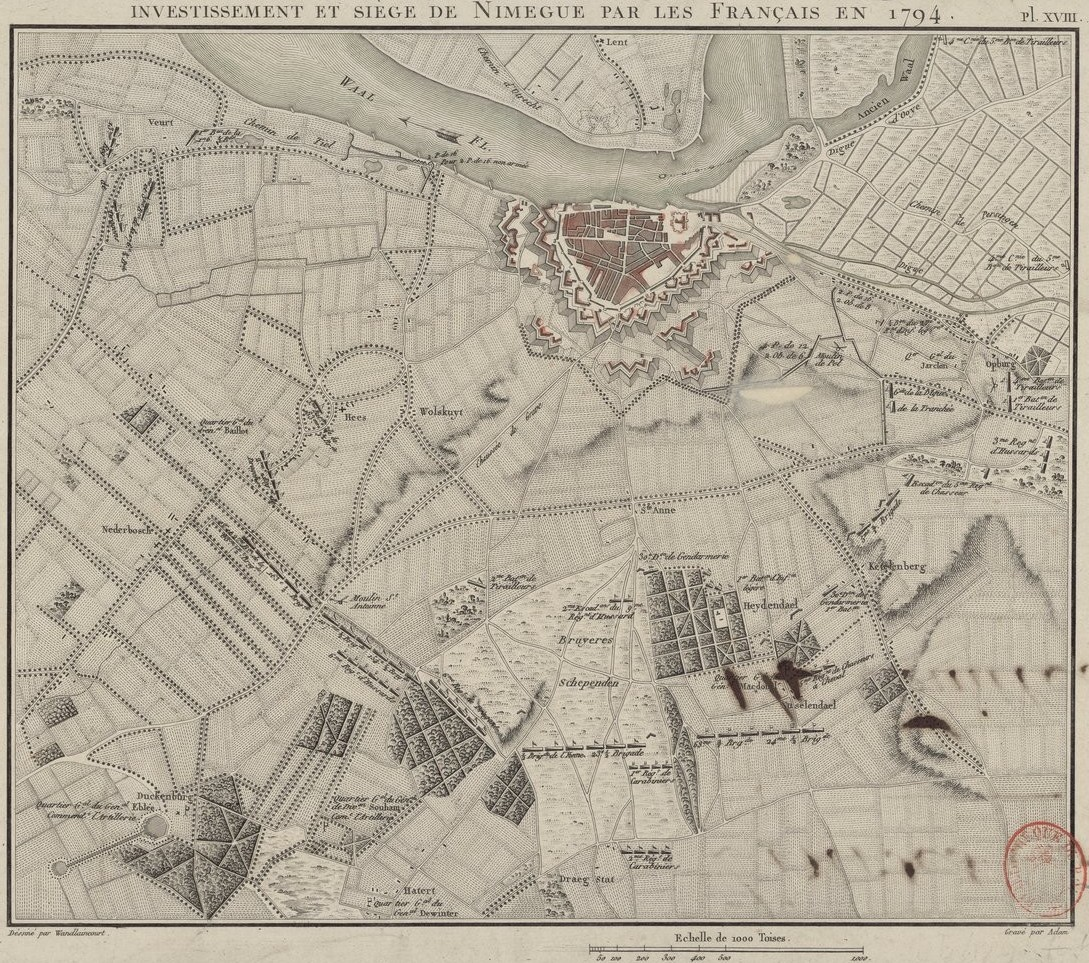
Plattegrond van de stad tijdens het beleg van 1794

##### Beleg (1794)
In 1794 veroverden de Franse revolutionaire troepen de Generaliteitslanden. Hun opmars werd echter gehinderd door de grote rivieren, waaronder in Gelderland de Maas en Waal. Op de Valkhofburcht werd onder de leiding van opperbevelhebber van het Staatse Leger Frederik van York vergaderd, waarbij men de vraag stelde of de stad verdedigd moest worden. Op 27 oktober begonnen de Fransen een aanval op de voorposten bij Neerbosch. Op 2 november kwam de prins met zijn zoon langs. De bestuurders en magistraten verlieten de stad op 5 november, deels om bestuursredenen, deels uit lafheid. De Fransen beschoten vervolgens met groot geschut de stad, waarbij brand in de stad uitbrak.  Op 8 november verliet ook het garnizoen de stad en nu trokken de Fransen binnen. De bevolking leek hiermee tevreden, omdat de verdedigers zelf degenen waren die zich hadden misdragen. 
De als gevolg van het beleg gehavende burcht werd twee jaar later ter waarde van f 90.400,- geveild. Na veel vergaderen is de burcht hierna gesloopt, ondanks protesten hiertegen vanuit de bevolking. De burcht stond voor velen tevens symbool voor het stadhouderlijke ancien régime en de protestantse overheersing van het van oudsher katholieke Nijmegen. Het veilen en slopen gebeurde op initiatief van het Gelderse provinciale bestuur. Het bouwmateriaal (vooral de kostbare tufsteen) werd verkocht. Alleen de Sint-Nicolaaskapel en een overblijfsel van de Sint-Maartenskapel (de "Barbarossa-ruïne") bleven voor de sloop gespaard; dit zijn tegenwoordig rijksmonumenten.
Na de overwinning van de Fransen kwam Nijmegen in 1798 onder het departement van de Dommel te vallen. In deze tijd werden er in de stad ca. 6000 Franse soldaten ingekwartierd (ongeveer de helft van de hele stadsbevolking in die tijd).

## 19e eeuw

### 1800-1850

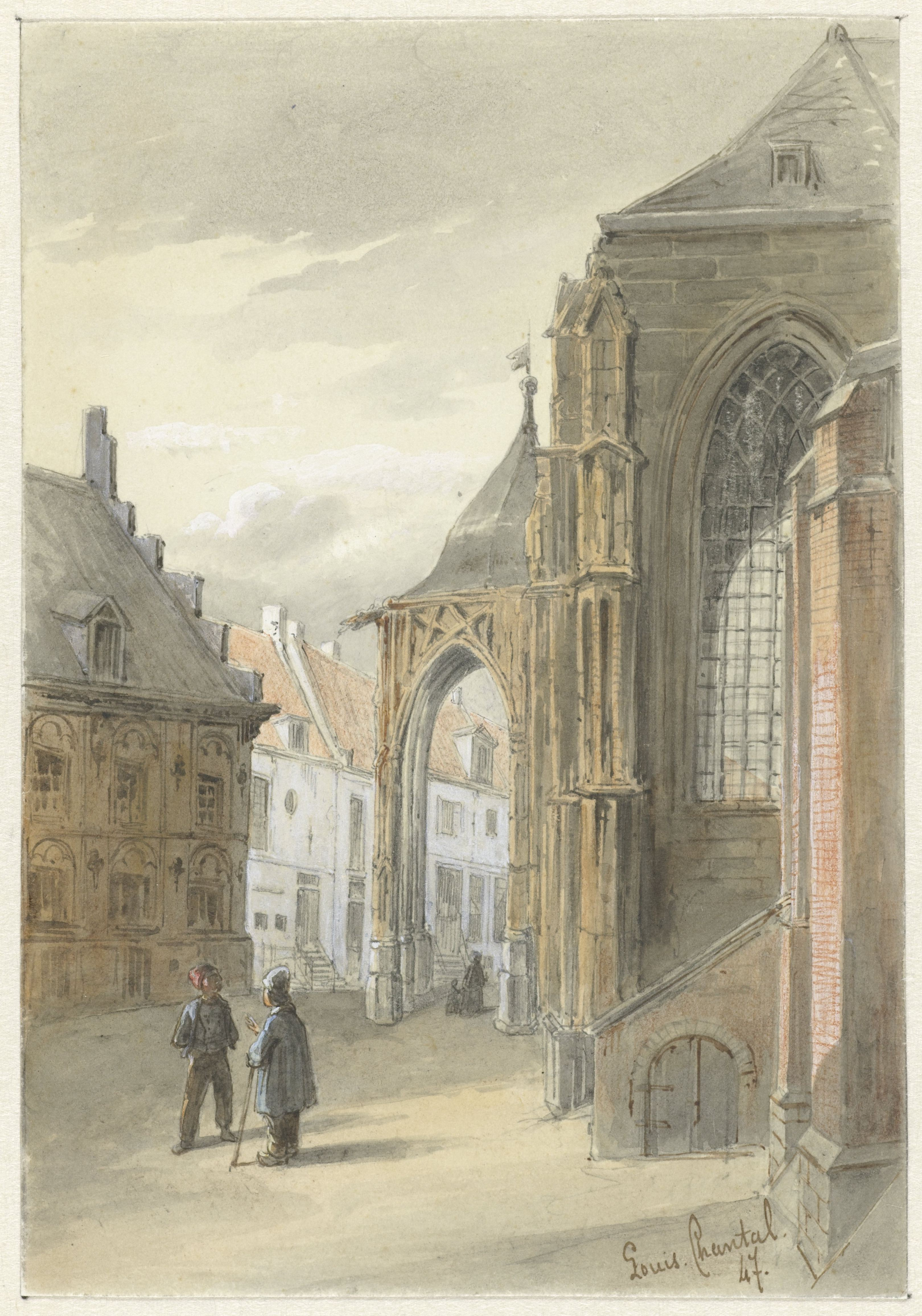
De Grote Markt nabij de Stevenskerk, ca. 1847 (tekening door Louis Chantal)

Op 24 juli 1808 bracht koning Lodewijk Napoleon een bezoek aan Nijmegen. Op 29 oktober 1811 bezochten keizer Napoleon Bonaparte en diens vrouw Marie Louise van Oostenrijk de stad, die het jaar daarvoor bij het Franse Keizerrijk was gevoegd. Op 5 januari 1814 hadden alle Fransen Nijmegen uiteindelijk verlaten.
Het grondgebied van het arrondissement Nijmegen werd in 1824 aangepast; de kantons Boxmeer, Grave en Ravenstein verdwenen, terwijl Bemmel en Elst er juist bij kwamen.
In 1825 kreeg Nijmegen een eerste eigen stoombootmaatschappij. De eerste stoomboot, "Willem de Eerste", onderhield vanaf de Waalkade de verbinding met Rotterdam en Den Haag. 
Tijdens de strenge winter van 1844-1845 vroor de Waal meerdere keren dicht, waardoor er een tijdlang geen overtochten mogelijk waren. In april 1845 werd de binnenstad bovendien getroffen door zware overstromingen, doordat een dam het begaf.

### Nieuwe ontwikkelingen (1850-1875)

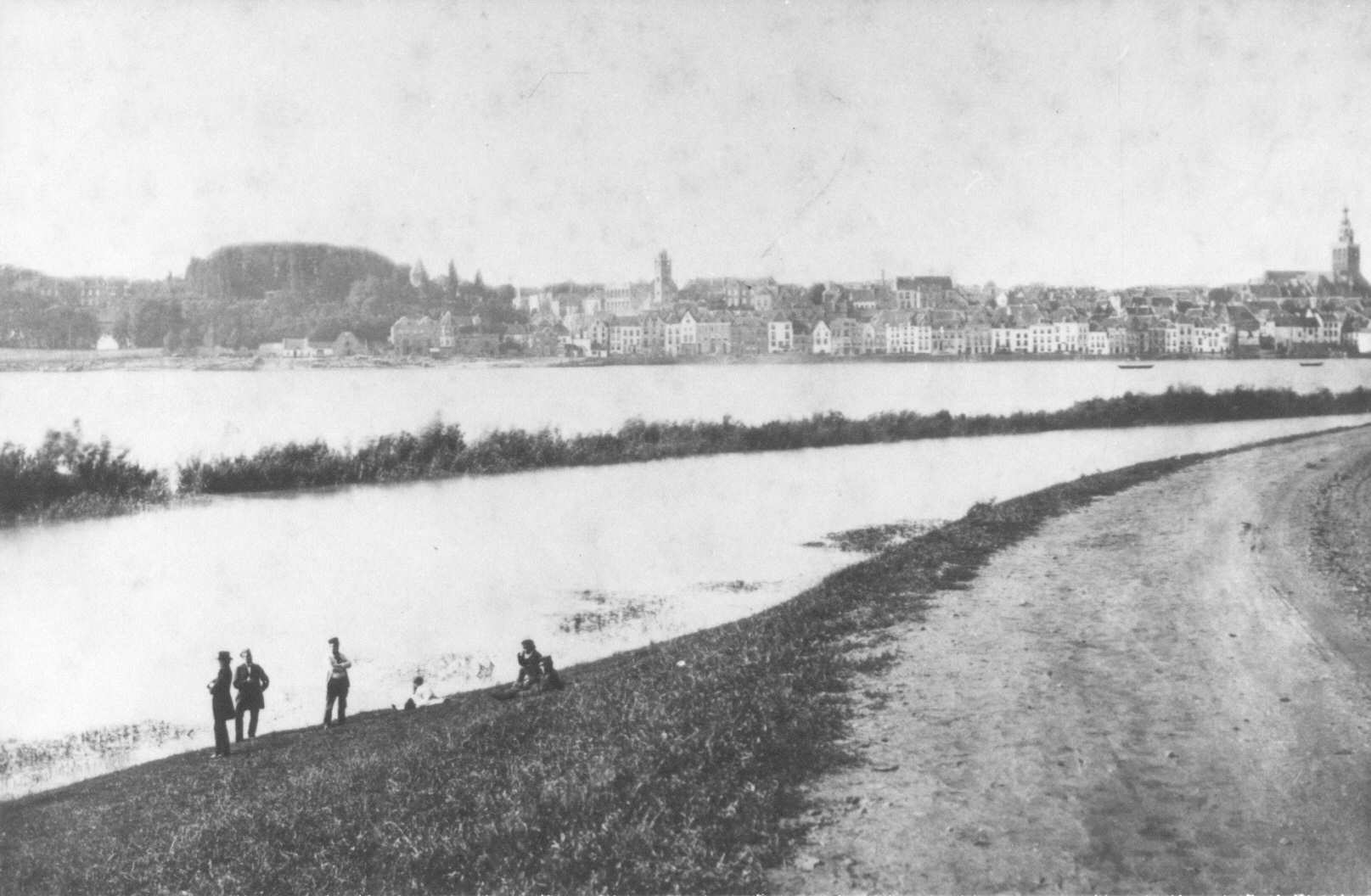
Skyline van de stad in 1860; in het midden de klokkentoren van Bat-Ouwe-Zate, helemaal rechts de Stevenskerk

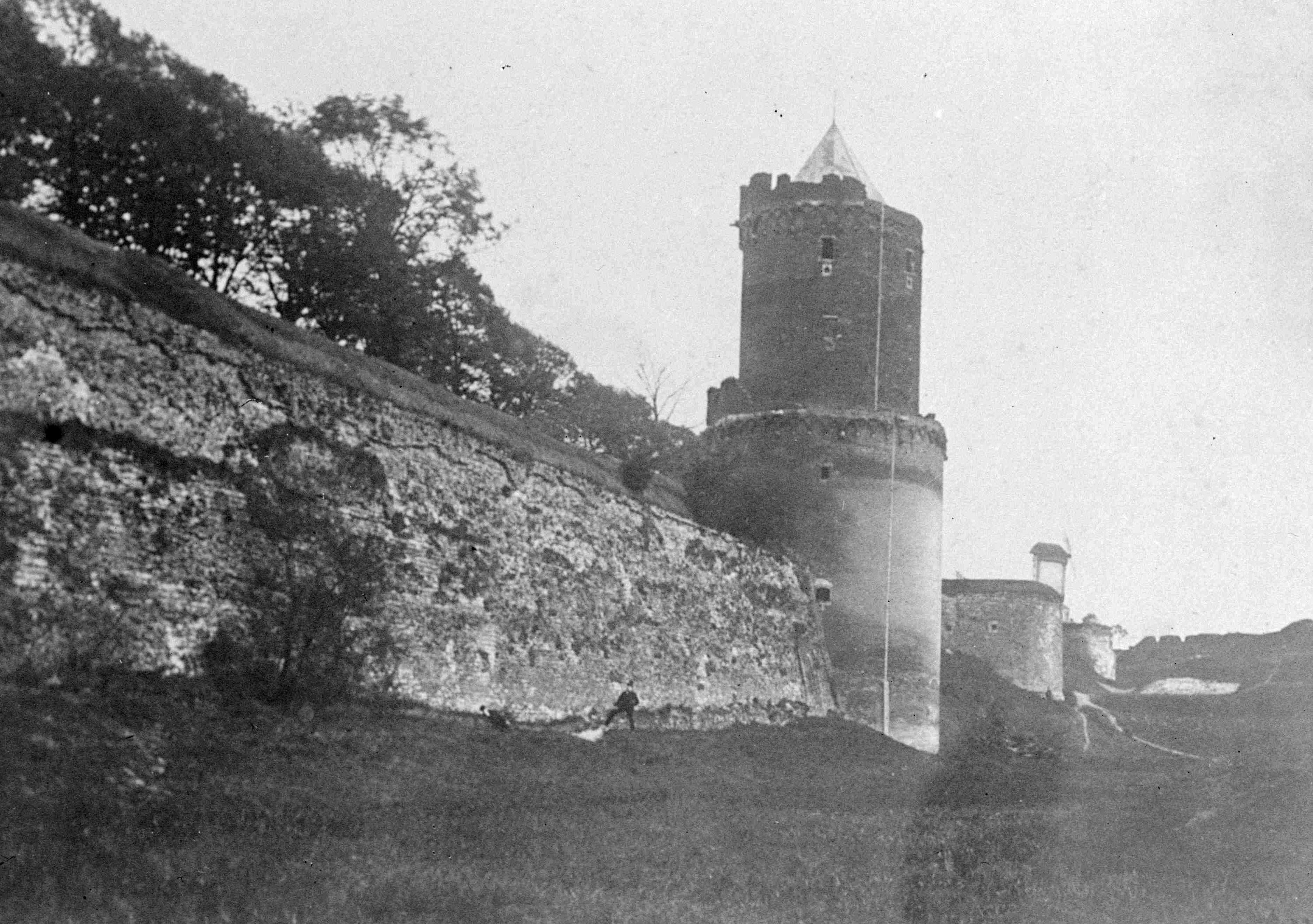
De stadsmuur omstreeks 1875, op de achtergrond de Kruittoren, het Rondeel de Roomse Voet en de Polmolen of Sint Jacobsmolen ("Sans Souci")

In 1850 ging aan de Paulstraat het Canisiusziekenhuis open. Dit was een nieuw rooms-katholiek ziekenhuis, waar leden van de congregatie van de Zusters van Liefde werkten als verpleegsters. Later is dit met het Wilhelminaziekenhuis opgegaan in het Canisius-Wilhelmina Ziekenhuis.
In december 1853 werd de Waalhaven in gebruik genomen, deze verving de Oude Haven die werd gedempt.
Aan de Molenstraat werd in 1853 de latere bisschop en martelaar Ferdinand Hamer geboren, naar wie een deel van deze straat later is vernoemd.
In de Benedenstad bouwde Franciscus Johannes Hallo in korte tijd (1858-1859) Bat-Ouwe-Zate ("kasteel Hallo"). Franciscus Hallo nam hier zelf slechts een paar maanden intrek, waarna dit wooncomplex werd doorverkocht en in handen kwam van geestelijken. Uiteindelijk is het in 1954 weer gesloopt (op deze plek is hierna het cultureel centrum De Lindenberg neergezet).
Vanaf 1864 werden er meerdere nieuwe stoombootmaatschappijen opgericht, waarmee zeilschepen nu geheel overbodig waren.
De echte uitbreiding en ontwikkeling van Nijmegen, op het vlak van zowel economie als welvaart, bleef gedurende het eerste driekwart van de 19e eeuw nog erg beperkt. Dit had ermee te maken dat Nijmegen vóór de Vestingwet van 1874 vanwege zijn geschiedenis nog altijd de status van vestingstad had. Zolang deze wet van kracht bleef, mochten er van het ministerie van Oorlog rondom de vesting geen woningen gebouwd worden binnen het bereik van het geschut op de vesting. Het gevolg was dat de stad binnen de vestingwallen enorm overbevolkt raakte; omstreeks 1870 was het aantal inwoners van Nijmegen toegenomen tot 23.000, terwijl dit er eind 18e eeuw nog 10.000 waren geweest. Een ander gevolg was dat er in het stadscentrum in deze tijd veel armoede heerste. Het stadsbeeld bestond in deze tijd dan ook uit zeer veel nauwe en kleine straten en steegjes ("gassen"), naast de straten met veel meer aanzien.
In 1852 stuurden inwoners van Nijmegen een eerste verzoekschrift naar de koning om de oude vestingwallen rond hun stad te mogen afbreken. Ruim 20 jaar later, op 18 april 1874, kwam er dan inderdaad officieel toestemming van de regering om over te gaan tot deze afbraak. De Windmolenpoort was in 1860 al afgebroken. Ook de Burchtpoort, die al sinds de afbraak van de eerste stadswal zijn oorspronkelijke functie niet meer had (maar nog onder meer in gebruik was als gevangenis), werd in deze tijd gesloopt.  Van de wallen resteren tot op de dag van vandaag enkele restanten, waaronder drie torens (de Kruittoren, de St. Jacobstoren en De Roomse Voet).

### Komst van spoorwegverbindingen (vanaf 1865)
Ook de infrastructuur werd nu sterk verbeterd. De eerste spoorwegen in Nederland werden voornamelijk aangelegd door particulier initiatief. Om tot een samenhangend spoorwegnet te komen werd in 1860 de Spoorwegwet aangenomen. Een verbinding met Nijmegen was hierin nog niet voorzien. Het bouwen van spoorbruggen over de grote rivieren zoals de Waal was een technische uitdaging voor die tijd. Een brug bij Nijmegen werd bij de toenmalige stand van de techniek als te risicovol beschouwd vanwege de sterke stroming en het gevaar van kruiend ijs. Alleen bruggen over de Lek bij Culemborg en de Waal bij Zaltbommel vond men toen veilig genoeg.

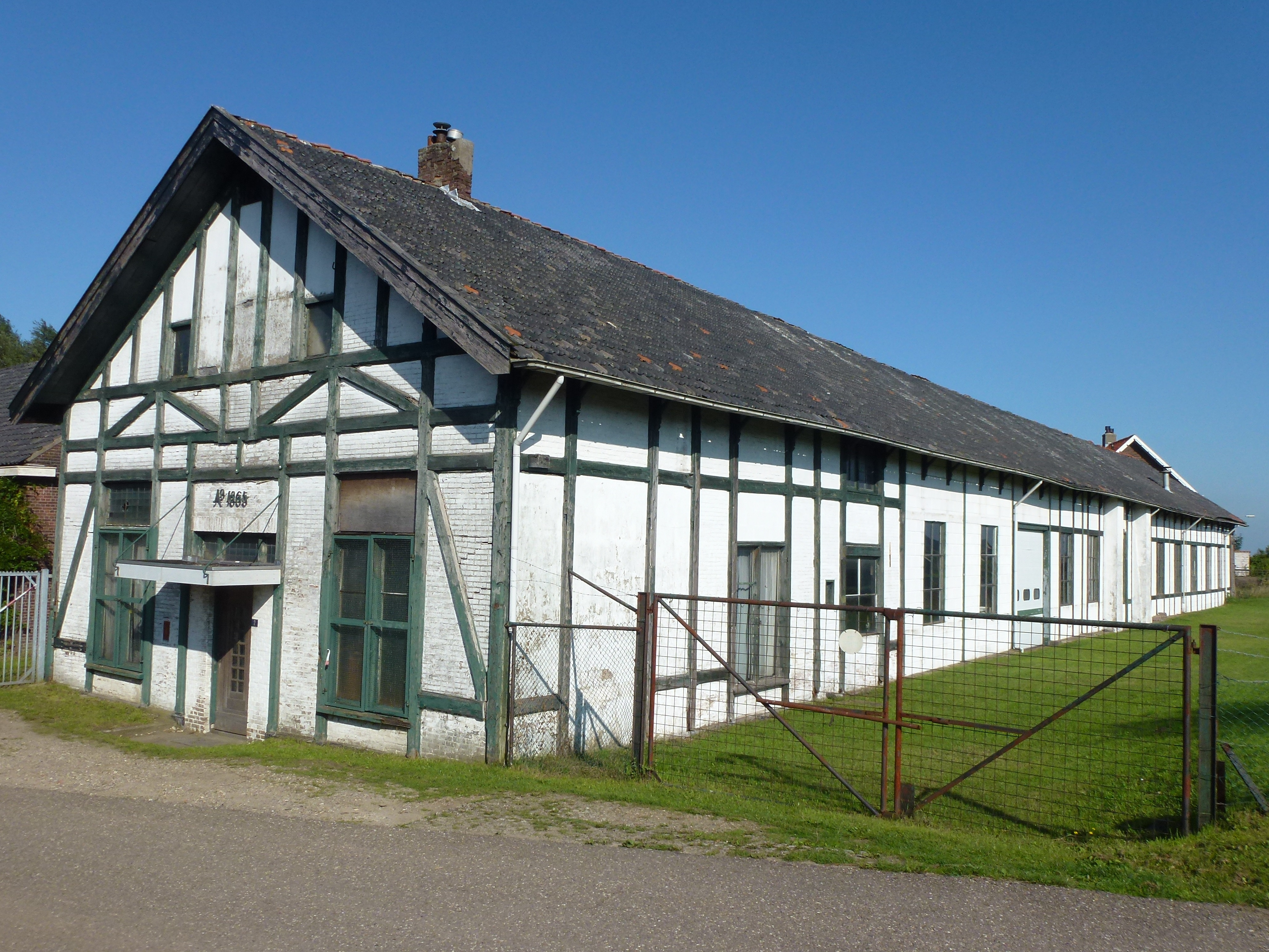
Het eerste station van Nijmegen. Dit tijdelijke gebouw is later verplaatst naar de Ooysedijk.

Door een lobby vanuit de burgerij werd de Nijmeegsche Spoorwegmaatschappij opgericht die in 1865 de eerste spoorwegverbinding van de stad tot stand bracht, met het Duitse Kleef. Vanuit Kleef was er een spoorverbinding via een spoorpont bij Elten naar Zevenaar. Voor deze spoorlijn kwam er een eerste, houten station ongeveer waar nu concertgebouw De Vereeniging staat.
In de Tweede en Derde Spoorwegwet van 1873 en 1875 waren wel spoorlijnen voorzien naar Nijmegen: de lijn Arnhem - Nijmegen en de lijn naar Venlo. In 1879 kwamen de bruggen over de Rijn bij Arnhem en over de Waal bij Nijmegen gereed en werd Nijmegen verbonden met het Nederlandse spoorwegennet. Nijmegen was daarmee de laatste Nederlandse stad met meer dan 20.000 inwoners die op het spoorwegnet werd aangesloten. De lijn naar Venlo kwam gereed in 1883. Twee jaar eerder, in 1881, werd er een spoorlijn geopend naar Den Bosch door de Nederlandsche Zuid-Ooster Spoorweg-Maatschappij.
Voor deze spoorlijnen kwam er een gezamenlijk station. Dit werd in 1894 geopend op een nieuwe locatie aan de Stationsweg (nu de Van Schaeck Mathonsingel), naar een ontwerp van Cornelis Peters. Na de Tweede Wereldoorlog is dit stationsgebouw vervangen door het huidige Centraal Station.

### Stadsuitbreidingen vanaf 1876
Vanaf 1876 kon vooral de Bovenstad dankzij de nieuw verkregen vrijheid alsnog echt gaan groeien en uitbreiden. De gemeente had met het oog hierop in 1874 een driekoppige commissie (het Driemanschap) aangesteld, die al deze plannen moest gaan verwezenlijken. In 1877 kocht deze commissie het voormalige vestingterrein over van het Rijk. In ruil kreeg het Rijk het nabij Nijmegen gelegen Heumensoord in handen, dat voordien een militair oefenterrein was geweest.
In de eerste decennia na de ontmanteling van de wallen maakte de stad een nieuwe grote uitbreiding door. Het plan voor deze stadsuitleg werd voornamelijk uitgewerkt door stadsingenieur W.J. Brender à Brandis uit Maastricht en van architect en stedenbouwkundige Bert Brouwer. Stadsarchitect Frits van Gendt (van de Dienst der Domeinen) presenteerde ook een eigen plan van uitleg, waar echter veel kritiek op kwam. Tot zijn dood in 1891 was Brouwer naast stedenbouwkundige een belangrijk figuur in de Nijmeegse woningbouw. Bij de gemeentelijke grondveilingen werden door hem aanzienlijke stukken grond opgekocht. Veelal verschenen op deze locaties herenhuizen. Daarnaast ontwierp Brouwer enkele villa's, waaronder de burgemeesterswoning Nassausingel 2. 
Het gunstige bouwklimaat dat ontstond na de ontmanteling van de stadswallen trok in deze tijd ook nog verschillende andere architecten. Belangrijke namen onder hen zijn die van Derk Semmelink, Wilhelmus Johannes Maurits en Gerardus Buskens. In 1880 kwam het Keizer Karelplein gereed. Veel straten in het Nijmeegse stadscentrum hebben in deze tijd hun huidige naam gekregen.
Nabij de plek waar de stadswallen hadden gelegen, kwam in 1882 het Kronenburgerpark gereed (naar een ontwerp van de broers Leopold en Liévin Rosseels). In ongeveer dezelfde tijd was ook het Hunnerpark klaar.
Stukken van het centrum die oorspronkelijk door het Rijk als permanent militair terrein waren gereserveerd, kwamen rond 1895 in handen van de gemeente.

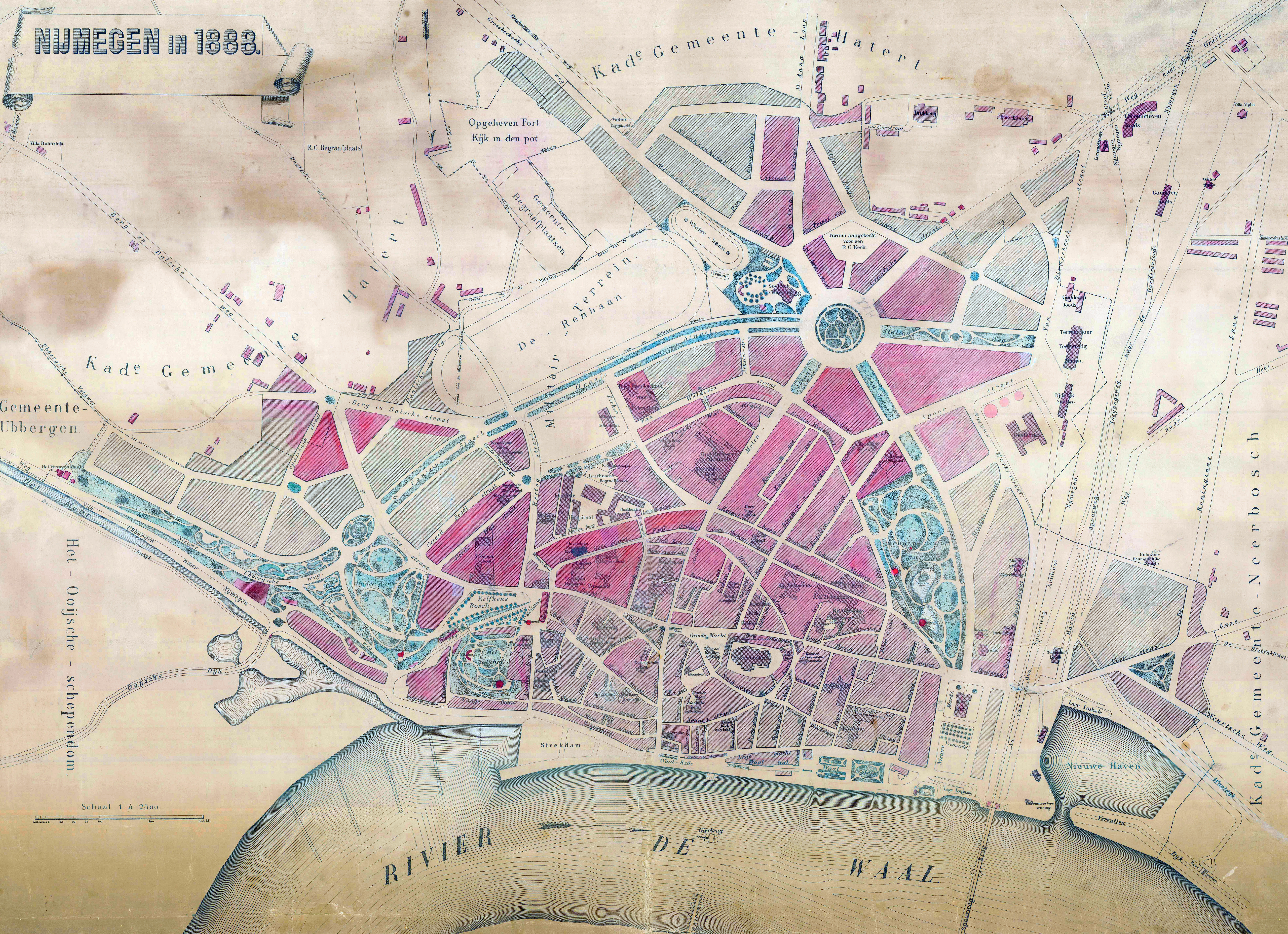
Stadsplattegrond uit 1888

Aan het eind van de 19e eeuw kreeg het centrum er in korte tijd drie markante kerkgebouwen bij, ter vervanging van eerdere, kleinere kerken op ongeveer dezelfde plek. Aan de Doddendaal kwam in 1882 de Franciscuskerk gereed. De Augustinuskerk verrees in 1886 aan de eveneens nieuw aangelegde Augustijnenstraat. In 1896 kwam ook nog de nieuwe Molenstraatkerk aan de Molenstraat gereed. 
In 1885 werd de eerste rooms-katholieke begraafplaats in Nijmegen in gebruik genomen, de Begraafplaats Daalseweg. Een paar jaar later werd aan de Postweg (Nijmegen-Oost) de meer protestantse begraafplaats Rustoord aangelegd.

### Bestuur
De gemeente Nijmegen verkocht in 1893 voor 32.000 gulden het tiendrecht onder Heumen en Malden aan de betreffende twee gemeenten. In 1769 had Nijmegen de betreffende heerlijkheden voor 235.000 gulden aangekocht.

## 20e eeuw

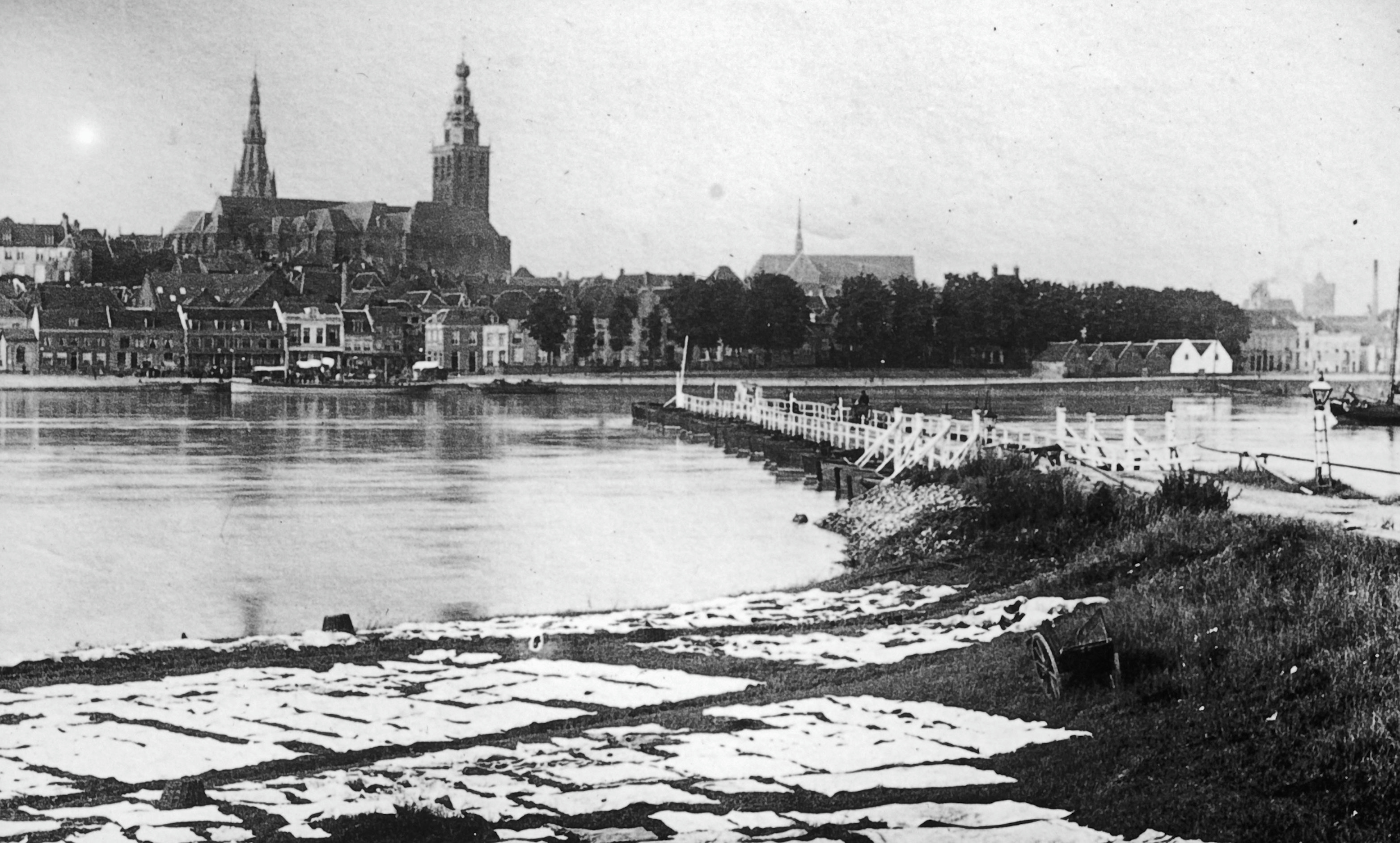
Skyline van de Nijmeegse Bovenstad vanaf de overkant van de Waal (bij Lent), 1935

### 1900 - 1940
Rond de eeuwwisseling werden de eerste industrieterreinen ontwikkeld in wat tegenwoordig het Nijmeegse haven- en industrieterrein is.
Omstreeks 1905 was het aantal inwoners van de stad de 50.000 gepasseerd, meer dan een verdubbeling ten opzichte van 1876. Aan de stadsranden werden er in deze tijd een aantal militaire kazernes gebouwd, waaronder de latere Krayenhoffkazerne aan de Groesbeekseweg in 1905, en een jaar later de Snijderskazerne.
In 1914 ging aan het Keizer Karelplein het Concertgebouw De Vereeniging open, op de hoek van de Nassausingel, op de plek waar voordien het allereerste station had gestaan.
In het kader van de katholieke emancipatiebeweging kreeg Nijmegen in 1923 weer een eigen universiteit, met rooms-katholieke signatuur. Deze heeft lange tijd Katholieke Universiteit Nijmegen geheten, tegenwoordig is het de Radboud Universiteit Nijmegen (RU). Het oorspronkelijke hoofdgebouw stond aan het Keizer Karelplein.

#### "Indisch" Nijmegen
Van 1890 tot 1940 was Nijmegen, na Den Haag, de belangrijkste 'Indische' stad. De Europese tak van het Koninklijk Nederlandsch-Indisch Leger (KNIL), het Korps Koloniale Reserve, had sinds 1890 Nijmegen als standplaats. Vanaf 1911 betrokken ze de Prins Hendrikkazerne. De Koloniale Reserve stond ook aan de basis van de Nijmeegse Vierdaagse.  In 1909 vond de eerste editie hiervan plaats, georganiseerd door de Nederlandse Bond voor Lichamelijke Opvoeding (NBvLO). Deze traditie wordt sindsdien tot op heden bijna elk jaar in de stad gehouden en trekt deelnemers vanuit de hele wereld aan. Sinds 1925 is Nijmegen de vaste plaats voor vertrek en aankomst.
De stad met haar fraaie singels en woonhuizen  trok in deze tijd oud-Indiëgangers aan zoals planters, bestuursambtenaren en industriëlen. Zij lieten kapitale villa's bouwen, vooral in de wijk Hunnerberg, in de dorpen Hees en Hatert en langs de uitvalswegen. Een mooi voorbeeld is de villa Padang op de Groesbeekseweg 181, en Villa Salatiga. Ook in Beek en Ubbergen verrezen landhuizen. Rond 1900 werd een villawijk vernoemd naar generaal Joannes Benedictus van Heutsz, die na de verovering van Atjeh als eerste Nijmegen aandeed.

#### Komst van de Waalbrug
Nadat in 1879 al een spoorbrug over de Waal was gerealiseerd, werd na herhaaldelijk uitstel in 1931 uiteindelijk begonnen met de bouw van de Waalbrug, een belangrijke nieuwe verkeersbrug, die vijf jaar later gereed kwam. Tot dan toe was de enige vaste verbinding met de overkant bij Lent eeuwenlang de veerpont "Zeldenrust" geweest. 
De komst van de Waalbrug was niet onomstreden, omdat het weliswaar voor de verdere ontwikkeling van de Bovenstad zeer goed was, maar tegelijk een forse economische aderlating betekende voor de Benedenstad die tot dan toe eeuwenlang juist het welvarendst was geweest, vooral dankzij de veerpont. Veel winkeliers die tot die tijd in dit deel van de stad gevestigd waren, verhuisden nu vanwege de betere bereikbaarheid naar de Bovenstad.

### Tweede Wereldoorlog
Aan het begin van de Duitse invasie in Nederland in mei 1940, waarmee voor Nederland de Tweede Wereldoorlog begon, werd de Waalbrug opgeblazen door Nederlandse ingenieurs om de Duitse opmars te vertragen. Dit kon echter niet verhinderen dat Nijmegen al op 10 mei – de eerste dag van de Duitse inval – door de Duitsers werd ingenomen, als eerste belangrijke Nederlandse stad. Na vijf dagen vechten capituleerde de Nederlandse regering. 
Tijdens de eerste paar jaar van de Duitse bezetting werd de Waalbrug weer hersteld, om in 1943 te worden heropend.
In februari 1943 werd de  NSB'er Marius van Lokhorst burgemeester van Nijmegen.

#### Bombardement op de binnenstad (22 februari 1944)

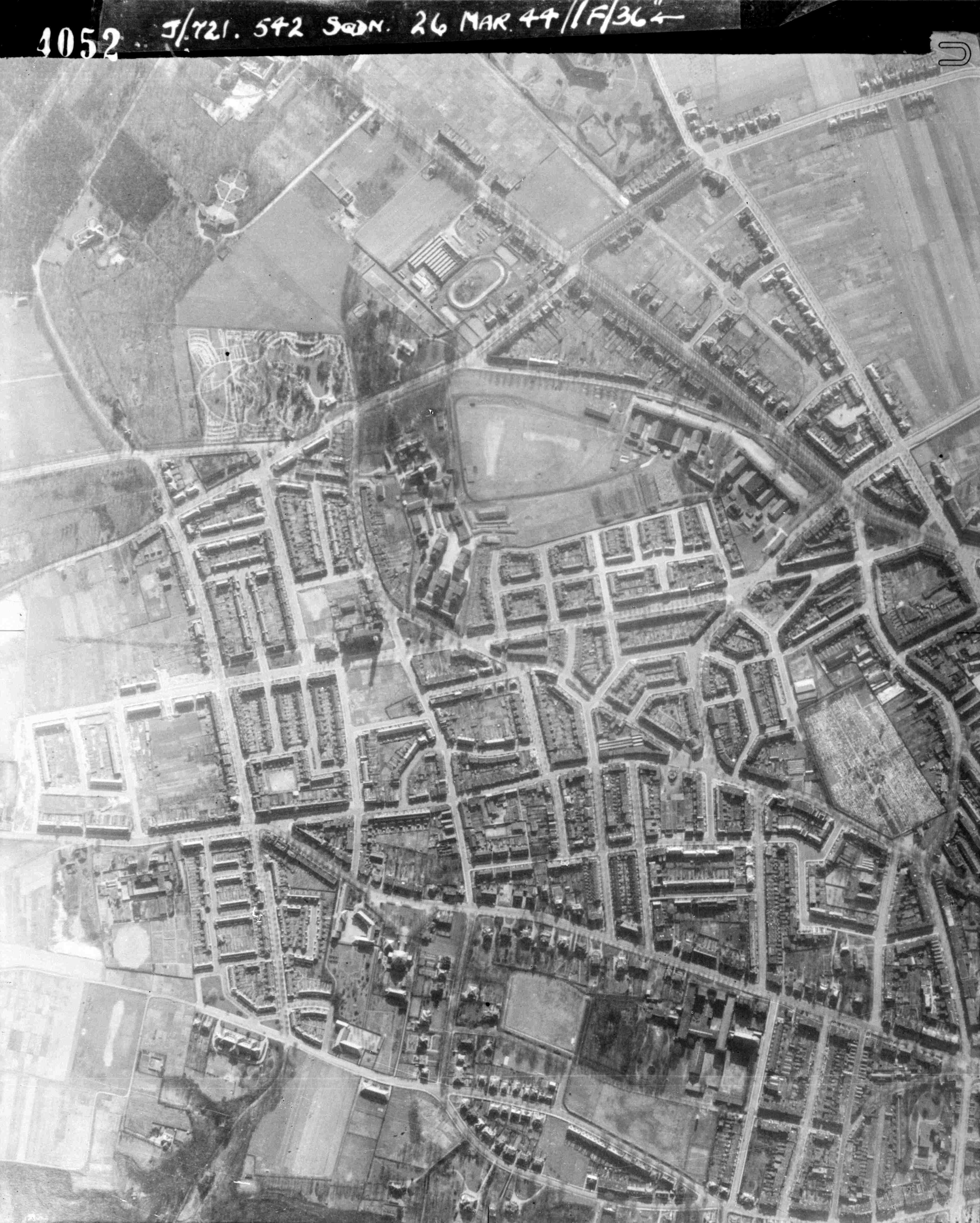
Luchtfoto van Nijmegen-Oost, 1944

Op 22 februari 1944 voerden 16 Amerikaanse bommenwerpers van de United States Army Air Forces een zwaar bombardement uit boven Nijmegen, waarbij ze eigenlijk het centraal station als doelwit hadden. Een aanzienlijk deel van de Nijmeegse binnenstad werd hierbij verwoest; met name de Bovenstad vanaf de Molenstraat tot de Lange en Korte Burchtstraat werd vol getroffen. Bij dit bombardement vonden circa 800 mensen de dood, vrijwel allemaal burgers (het precieze aantal doden ligt vermoedelijk nog wat hoger). Waarschijnlijk is dit bombardement daarmee dodelijker geweest dan het algemeen bekendere bombardement op Rotterdam. 
Lange tijd is aangenomen dat dit bombardement louter een vergissing van de Geallieerden betrof en dat zij Nijmegen vanuit de lucht aanzagen voor het nabijgelegen Duitse Kleef. Er zijn echter gaandeweg meer aanwijzingen opgedoken dat Nijmegen op die dag bewust als doelwit werd gekozen. 

#### Vanaf september 1944

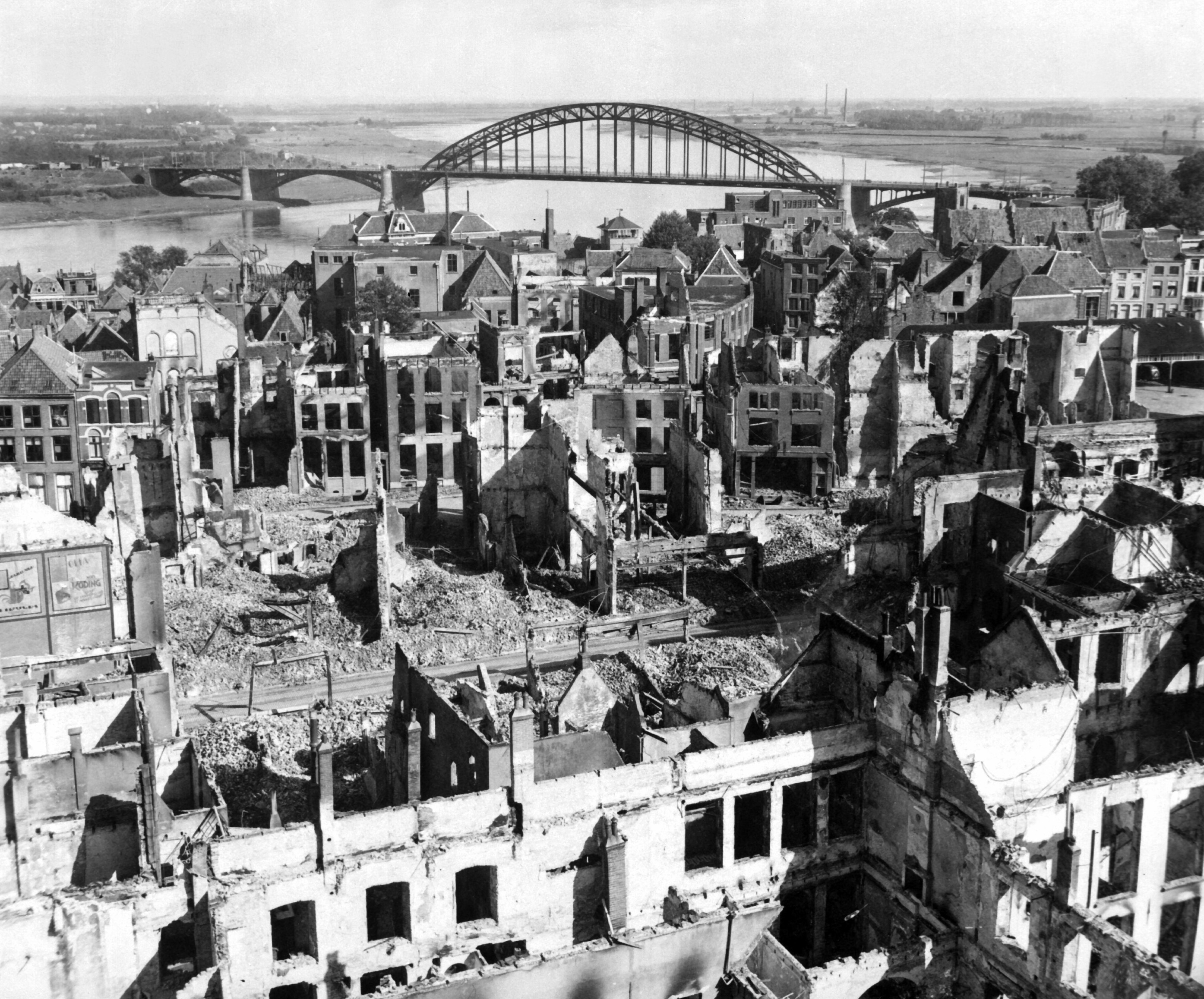
Gebouwen in het centrum verwoest tijdens de bevrijding in september 1944

Vanaf september 1944 tot aan het eind van de oorlog werd de toch al zwaar beschadigde stad opnieuw hevig getroffen door het oorlogsgeweld. Op 17 september begon Operatie Market Garden. Er volgden drie dagen van hevige gevechten, waarbij meer dan 1000 burgerdoden vielen en vele duizenden gewonden. Het noordelijk bruggenhoofd van de Waalbrug werd op 20 september bij de Waaloversteek veroverd door de Amerikaanse 82e Luchtlandingsdivisie. Nijmegen werd hierdoor een echte frontstad. Een belangrijke rol in de verovering van de brug door de Geallieerden had de Nijmeegse student Jan van Hoof, die als lid van de Geheime Dienst Nederland informatie had verzameld over de brug. Op 18 september had Van Hoof de explosieven die door de Duitsers aan en onder de brug waren aangebracht onklaar gemaakt, zodat de brug twee dagen later nagenoeg ongeschonden door de Geallieerden kon worden ingenomen.
Vanaf 26 september 1944 tot januari 1945 vonden de Duitse aanvallen op de Nijmeegse Waalbruggen plaats. Op 2 oktober werd Nijmegen door de Luftwaffe nog eens zwaar gebombardeerd, waarbij ook een schuilkelder werd geraakt. Er vielen ca. 100 doden.
Uiteindelijk overleden in totaal 2200 Nijmegenaren rechtstreeks als gevolg van het geweld in de Tweede Wereldoorlog. In de stad vielen 10.000 gewonden, 5500 van hen waren blijvend invalide. Ongeveer 5000 woningen in de stad waren compleet verwoest, nog eens 13.000 waren zwaar beschadigd. 12.000 tot 16.000 mensen waren gedurende de eerste tijd na de oorlog dakloos.

### Tweede helft 20e eeuw

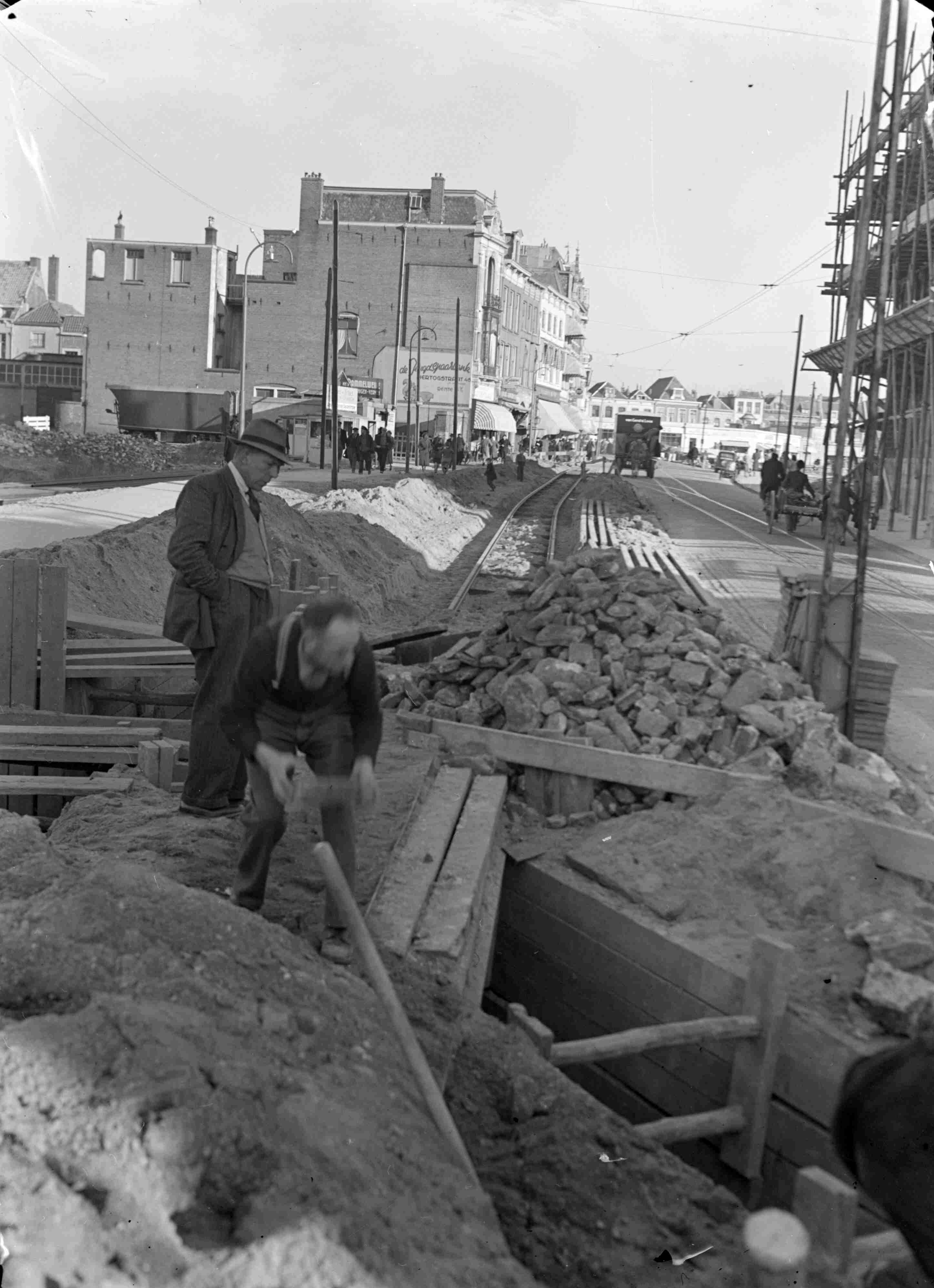
Herstelwerkzaamheden aan de Burchtstraat, ca. 1948

#### Wederopbouw en renovatie na WOII
Charles Hustinx was de eerste naoorlogse burgemeester van Nijmegen, nadat hij in oktober 1944 al was aangesteld als waarnemend burgemeester.
De wederopbouw van de stad verliep in de eerste paar jaar na de oorlog erg moeizaam, onder meer vanwege geldgebrek. De Wet op de Materiële Oorlogsschade moest hier vanaf 1948 verandering in brengen.  In het centrum zijn alleen de meest iconische gebouwen tijdens de wederopbouw behouden gebleven en volledig hersteld, zoals de Sint-Stevenskerk, het stadhuis en de Commanderie. De meeste andere gebouwen zijn gesloopt, in sommige gevallen ook als ze niet of alleen licht beschadigd waren. Ook veel straten en gassen uit het vooroorlogse stadscentrum verdwenen helemaal, inclusief de naam. Andere bleven bestaan maar kregen een nieuwe naam, bijvoorbeeld van een straat die voordien in de buurt had gelegen. Dit geldt onder meer voor de straten op en rond het Plein 1944, dat omstreeks 1950 volledig nieuw werd aangelegd, ter vervanging van een stuk binnenstad dat geheel was verwoest door het bombardement van 22 februari 1944. De vroegere straten die bij de wederopbouw zijn behouden, zijn doorgaans sterk van uiterlijk veranderd met overwegend nieuwbouw. In de Bovenstad werden veel winkelstraten nu breder gemaakt en/of verlegd, zodat ze toegankelijk werden voor het sterk toegenomen autoverkeer. 
In het naoorlogse centrum kwamen veel meer winkels met bovenwoningen. Deze kwamen in de plaats van bijvoorbeeld vroegere fabriekjes, magazijnen en werkplaatsen. De nieuwe stadsschouwburg kwam in 1961 gereed aan het Keizer Karelplein, ter vervanging van de oude schouwburg aan de Oude Stadsgracht. Deze naoorlogse panden kenmerken zich veelal door verticaliteit en een plat dak.
De laatste Nijmeegse wijk die nog echt in het kader van de wederopbouw werd gerealiseerd was Neerbosch-Oost. Daarna zou de stad ten westen van het Maas-Waalkanaal nog verder worden uitgebreid.

#### Noodwijken
Mensen voor wie de binnenstad tijdens de oorlog onleefbaar was geworden, moesten in deze tijd elders worden gehuisvest. Daarom werden er in de periode 1945-1947 in de buitenwijken van de stad in snel tempo enkele geïmproviseerde wijken uit de grond gestampt, met primitieve noodwoningen. Bekend is vooral de Gouverneursbuurt aan de toenmalige Driehuizerweg. Ook aan de Hatertseweg en Muntweg en op de Kopse Hof verrezen dergelijke noodwijken. In totaal kwamen er ca. 400 van dit soort noodwoningen verspreid over Nijmegen, waarvan ongeveer de helft in de Gouverneursbuurt stond.
De meeste noodwoningen zijn tegen het eind van de jaren 60 weer allemaal afgebroken. Alleen het wijkje tussen Hatertseweg en Vossenlaan is nog aanwezig.

#### De Benedenstad
Door verwaarlozing en armoede was de Benedenstad na de Tweede Wereldoorlog in verval geraakt. De situatie voor dit deel van de stad was al in de 19e eeuw erg precair geworden; na de bouw van de Waalbrug en het verdwijnen van de traditionele gierpont in 1936, verdween hier ook de bedrijvigheid. Vóór het uitbreken van de Tweede Wereldoorlog had het stadsbestuur al plannen gemaakt om delen van de Benedenstad te saneren of te slopen.
De Benedenstad had wat minder oorlogsschade geleden dan de Bovenstad. Echter, de naoorlogse toestand van dit stadsdeel door de vele reeds gesloopte panden in combinatie met slechte woonomstandigheden (verkrotte, onbewoonbaar verklaarde panden, huizen zonder sanitair e.d.) was zodanig, dat na jarenlange discussies en plannenmakerij in 1972 besloten werd om over te gaan tot grootschalige sloop en herbouw hiervan. Doel van dit laatste was het behoud van de volkshuisvesting (sociale huurwoningen), de bedrijvigheid verdween vrijwel geheel. Van 1978 tot 1983 werden er zo'n 650 nieuwe woningen gebouwd, waarbij althans het stratenpatroon van voor de sloop grotendeels gehandhaafd bleef. 
In 1975 werd de Benedenstad uitgeroepen tot "beschermd stadsgezicht" (zie Rijksbeschermd gezicht Nijmegen), maar toen waren de meeste middeleeuwse panden al gesloopt. Alleen de Lage Markt, de Lange Hezelstraat, een deel van de Priemstraat en de Begijnenstraat zijn nog in hun oorspronkelijke staat gebleven.

#### Vanaf de jaren 50

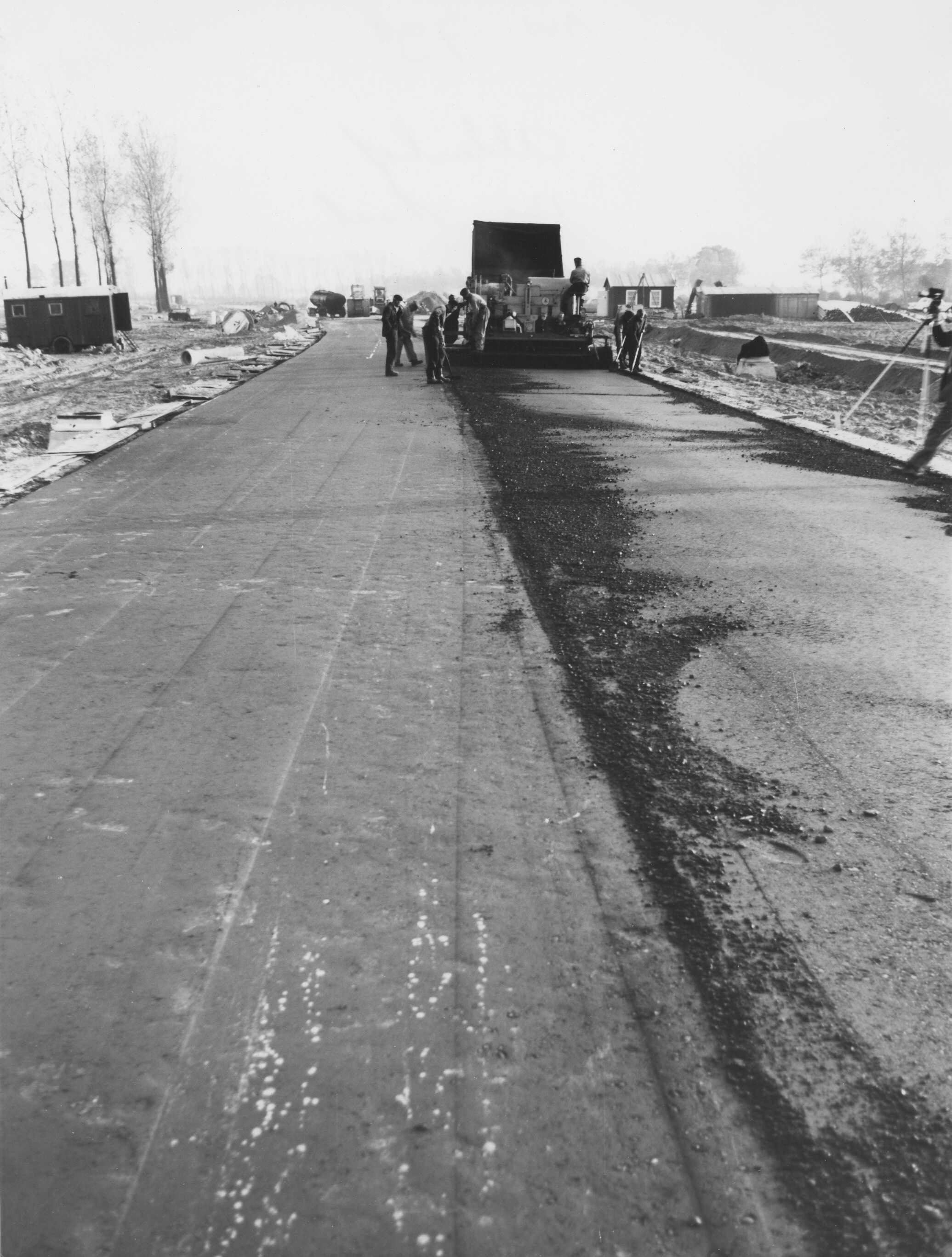
De wijk Aldenhof in aanbouw, 1965

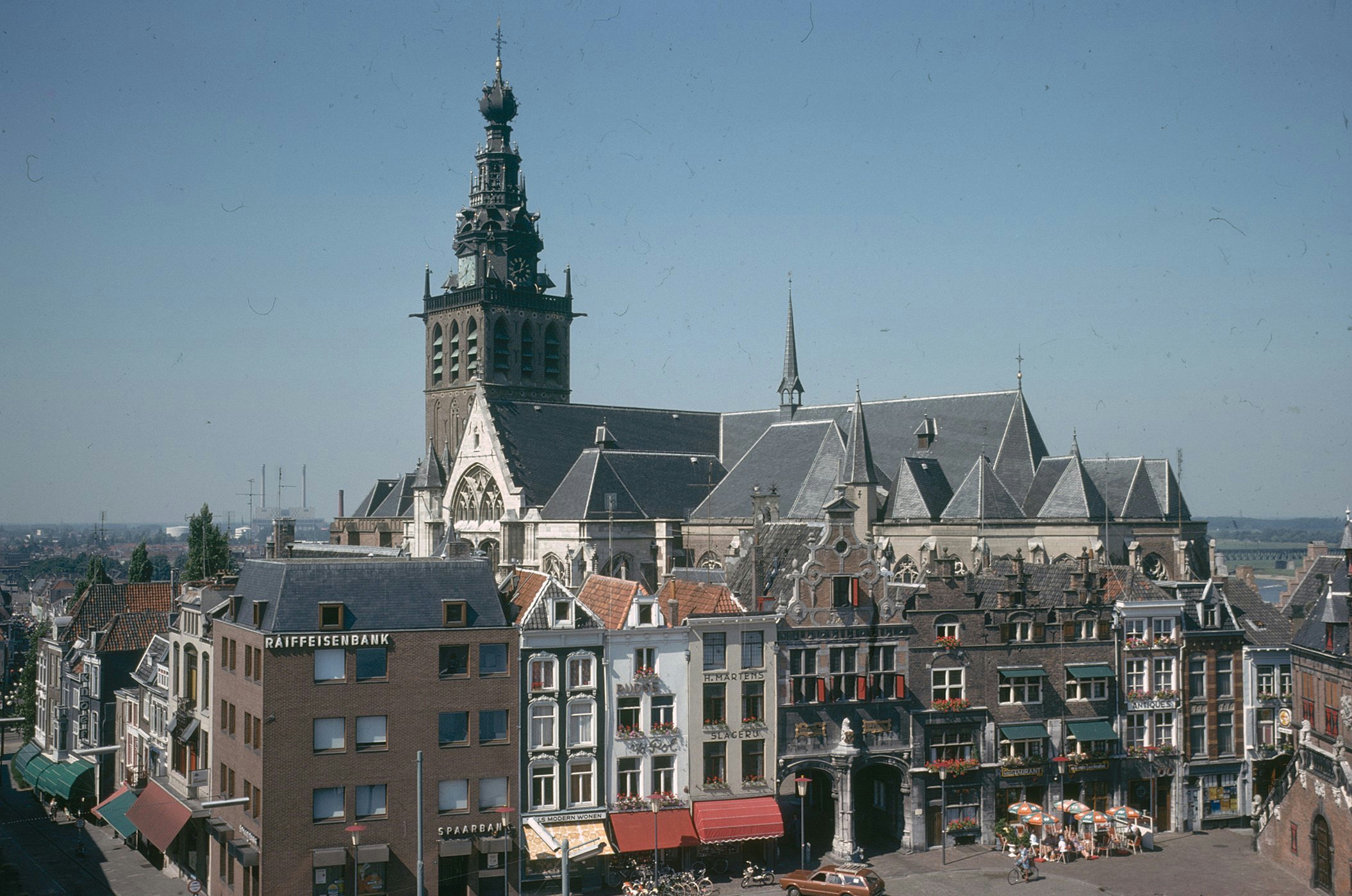
Aanzicht vanaf de Grote Markt, 1975

In de jaren 50 vestigden er zich 40 nieuwe bedrijven in de stad, waaronder Philips (dat het voormalige gebouw van de Twentsche Bank in Mariënburg betrok). Het vestigingsklimaat in het naoorlogse Nijmegen was onder meer vanwege de lage lonen, goedkope grond en verbeterde nieuwe infrastructuur erg aantrekkelijk. In 1960 werkten er in totaal 24.000 Nijmegenaren in de nijverheid, meer dan een verdubbeling ten opzichte van dertig jaar eerder.

##### Nieuwe uitbreidingen vanaf de jaren 60
De stadsuitbreiding na de Tweede Wereldoorlog gebeurde over het algemeen eenzijdig, in westelijke en vooral zuidwestelijke richting. Het oude centrum van Nijmegen kwam hierdoor nu geheel in het noorden van de stad te liggen, met de nieuwe uitbreidingen meerdere kilometers daarvandaan in vooral zuidwestelijke richting. 
De dorpen Hatert, Hees en Neerbosch gingen op in stadswijken met dezelfde naam. De belangrijkste uitbreiding in deze tijd was de komst van de stadsdelen Dukenburg en Lindenholt vanaf 1966, inclusief de aanleg van Station Nijmegen Dukenburg (1973). Deze twee nieuwe wijken verrezen ten westen van het Maas-Waalkanaal, als alternatief voor een plan om 17.00 nieuwe woningen in de Ooijpolder te bouwen. Er kwam in deze nieuwe stadsdelen één extra kerk, de Ontmoetingskerk. Vanwege de grote afstand tot het echte stadscentrum werd ook het Winkelcentrum Dukenburg aangelegd.
Vanaf eind jaren 90 begon de bouw van de nieuwe Vinex-locatie Waalsprong, ten noorden van de Waal. In het kader hiervan werd in 1998 ook Lent (dat sinds 1818 bij Elst hoorde) aan de gemeente Nijmegen toegevoegd. Tot dan toe was de noordgrens van de Nijmeegse bebouwing altijd hier bij de Waal geweest.

##### Maatschappelijke ontwikkelingen vanaf de jaren 60
Nijmegen staat sinds de jaren zestig en zeventig van de twintigste eeuw bekend als rode stad. Er waren in die jaren veel marxisten te vinden die door de relatief grote populatie aan studenten erg opvielen.  Nijmegen heeft dan ook enige tijd de bijnaam 'Havana aan de Waal' gehad. 
Nadat het aantal inwoners van de stad gedurende de eerste 25 jaar na 1946 fors was toegenomen, stagneerde dit vanaf halverwege de jaren 70. Het aantal Nijmegenaren daalde hierna weer tot onder de 150.000, en dit bleef zo tot en met de jaren 90. Een belangrijke reden was dat veel mensen in de naburige dorpen gingen wonen. De meeste andere Gelderse steden maakten in deze tijd juist een bevolkingsgroei door. Ook de werkloosheid nam in deze periode toe; begin jaren 80 was ongeveer een kwart van de Nijmeegse beroepsbevolking werkloos.
In februari 1981 vond er een gewelddadige confrontatie plaats tussen de linkse krakers en het Nijmeegse bestuur. Dit is de geschiedenis in gegaan als de Pierson-rellen.
Bij de gemeenteraadsverkiezingen van 1986 werd de PvdA in Nijmegen voor het eerst groter dan het CDA. Een jaar later werd Ien Dales burgemeester van de stad.

## 21e eeuw

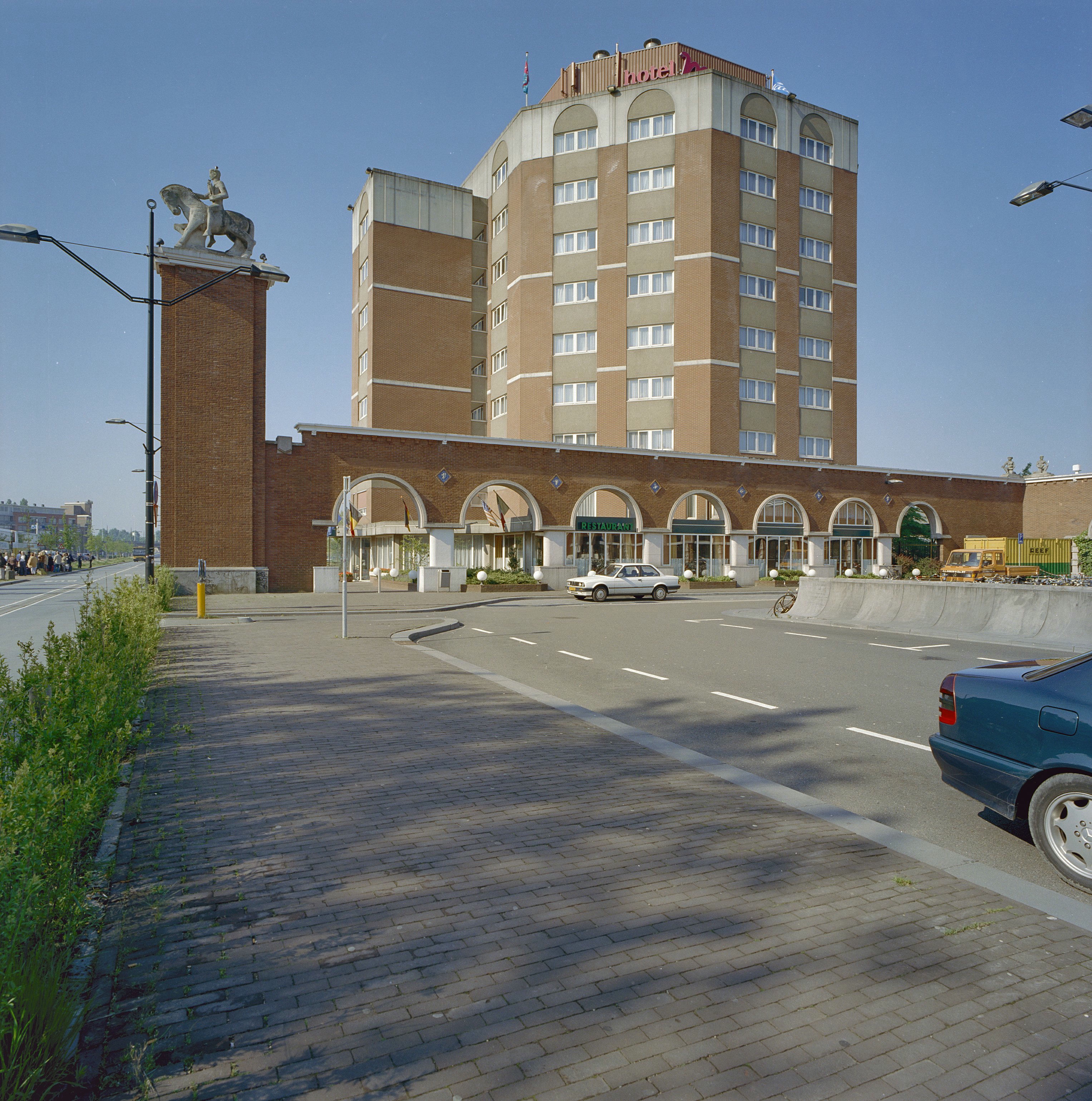
De omgeving van Station Nijmegen, 2003

### 2001-2010
Eind 2003 kwamen de gemeente en de politie van Nijmegen in opspraak vanwege de honderden centrumverboden die werden verordonneerd voor mensen die zich schuldig zouden maken aan de in de Algemene Plaatselijke Verordening opgenomen vergrijpen.
In 2004 haalde de gemeente de landelijke media na een besluit van de gemeenteraad om SUV's (grote terreinwagens) niet meer in het centrum te laten parkeren. Als argumenten werden vooral de milieuvervuiling en de onveiligheid van deze auto's naar voren gebracht. Het besluit leidde tot een kortstondige landelijke discussie over dit onderwerp. Het College van B&W besloot het besluit van de gemeenteraad naast zich neer te leggen, omdat Nederlandse en Europese regels uitvoering van het voorstel in de weg staan.
In het jaar 2005 werden het 2000-jarig bestaan van de stad en het 1900-jarig bezit van stadsrechten gevierd. 
In november 2005 werd in het centrum van de stad de plaatselijk bekende activist Louis Sévèke om het leven gebracht. Dit haalde het landelijke nieuws.
In 2006 vielen er tijdens de jaarlijkse editie van de Vierdaagse op de eerste dag twee doden, waarna het evenement werd gestaakt.
In 2009 werd opnieuw een deel van Nijmegen aangemerkt als beschermd stadsgezicht, de "negentiende-eeuwse schil". Deze keer betrof het vooral delen van de bovenstad en Nijmegen-Oost.

### 2010 - nu

#### Nieuwe stadsuitbreidingen

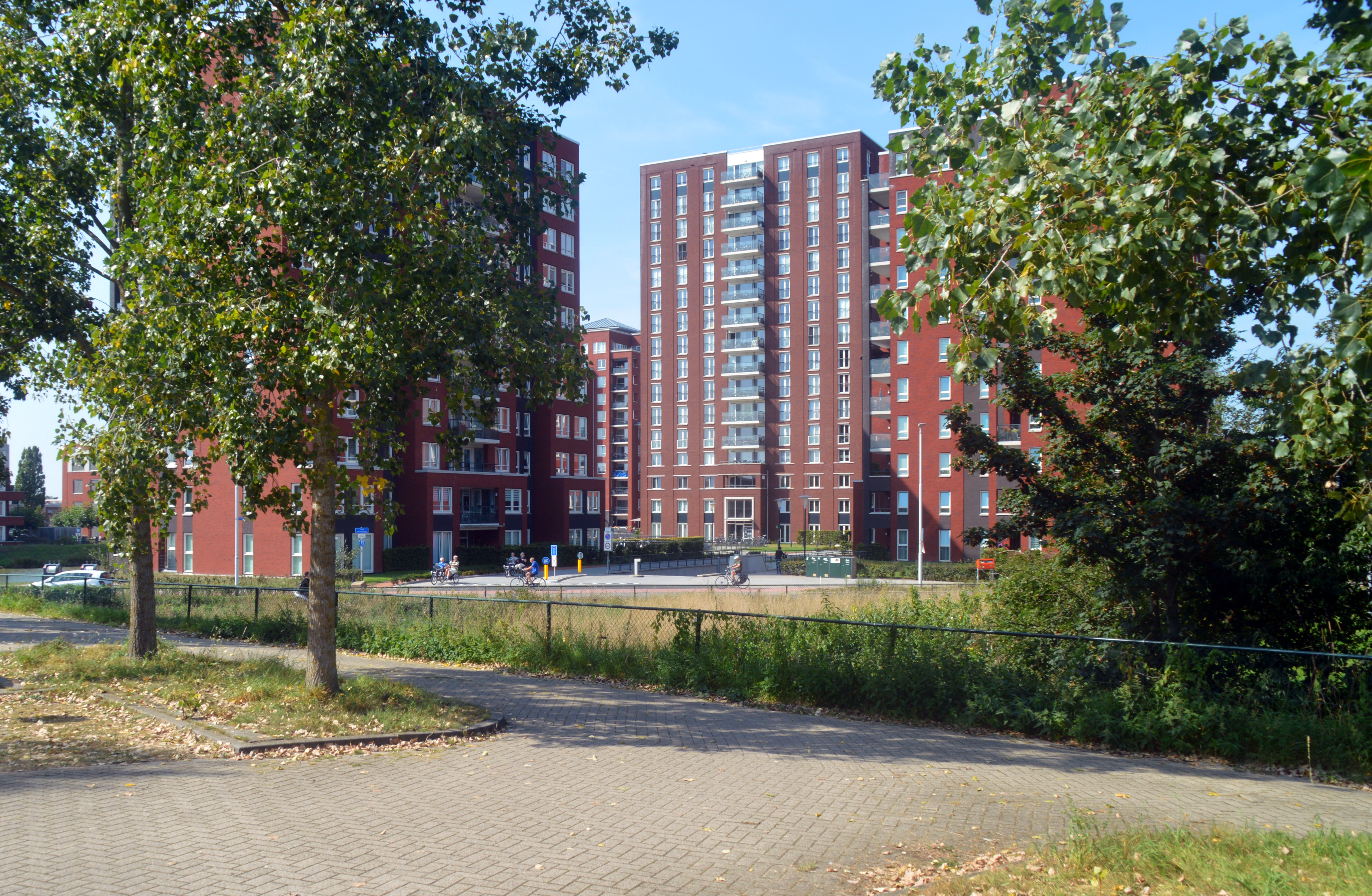
Wooncomplex in de wijk Hatert, 2021

De stad breidde zich verder uit in noordelijke en westelijke richting. Er kwam vooral ook meer hoogbouw bij; bekend in dit verband is de in 2016 geopende Nimbustoren.
In november 2013 werd de nieuwe brug De Oversteek geopend, een nieuwe oeververbinding over de Waal. Deze diende enerzijds ter ontlasting van het verkeer door een ouder deel van Nijmegen en het knelpunt dat het Keizer Karelplein inmiddels was gaan vormen. Anderzijds ontstonden verbindingen die de ontwikkeling van Veur-Lent en Waalsprong mogelijk maakten. De rond dezelfde tijd aangelegde S100 voorzag in verbeterde bereikbaarheid binnen Nijmegen en daarbuiten, alsmede naar gemeente Beuningen en verderop gelegen plaatsen in het Land van Maas en Waal.
De bouw van het Waalfront, met zo'n 2000 woningen, stond vanaf 2010 gepland. De eerste woningen hiervan werden in december 2015 opgeleverd in de nieuwe wijk Batavia. Ook kwam de wijk Handelskade tot stand. Nieuw waren ook de paviljoens van Park Fort Krayenhoff en een stukje skyline tegenover de haven, Havenkade. De nieuwste toevoeging op de locatie van het huidige oude havengebied in de Biezen is de wijk Iris.

#### Maatschappelijke ontwikkelingen
Nieuw onderzoek uit 2020 wees uit dat een derde van de Nijmegenaren (ca. 54.000 personen) zichzelf nog als katholiek beschouwde, de helft minder ten opzichte van 1960. Het aantal protestanten bedroeg toen ongeveer 6.500.